# Вермахт
Ве́рмахт (нем. Wehrmacht МФА: [ˈveːɐ̯maxt]о файле — «вооружённые силы» от Wehr «оружие; оборона, сопротивление» + Macht «сила, мощь; власть, влияние; войско») — вооружённые силы нацистской Германии в 1935—1945 годах.
Изначально словом «вермахт» в немецкоязычных странах обозначались вооружённые силы любой страны. Своё нынешнее значение понятие «вермахт» получило от названия вооружённых сил Германии в период правления Национал-социалистической немецкой рабочей партии.
Спустя два года после прихода к власти Адольфа Гитлера в нарушение Версальского договора 1 марта 1935 года в Германии были сформированы военно-воздушные силы (люфтваффе; нем. Luftwaffe), а 16 марта того же года был принят «Закон о строительстве вермахта» (нем. Gesetz über den Aufbau der Wehrmacht), по которому возвращалась всеобщая воинская повинность. Тем же законом рейхсвер был переименован в вермахт. 1 июня 1935 года имперские сухопутные войска (нем. Reichsheer) были переименованы в сухопутные войска (нем. Heer), а имперский морской флот (рейхсмарине) — в военно-морской флот (кригсмарине; нем. Kriegsmarine). В 1938 году были созданы соответствующие органы управления — Верховное командование вермахта (OKW, от нем. Oberkommando der Wehrmacht), OKH (нем. Oberkommando des Heeres, Верховное командование сухопутных войск), OKL (нем. Oberkommando der Luftwaffe, Верховное командование военно-воздушных сил), OKM (нем. Oberkommando der Marine; Верховное командование военно-морского флота).

## Значение слова
Слово «вермахт» (то есть силы обороны) как синоним определения «вооружённые силы» использовалось в Германии, по крайней мере, с середины XIX и до середины XX века. Вооружённые силы других стран на немецком языке тогда также называли «вермахтом». Для германской армии это определение впервые появилось в конституции Паульскирхе, принятой в 1849 году. После Второй мировой войны немецкий бундесвер поначалу также называли «новым вермахтом». Вплоть до 1970-х годов слово «вермахт» всё ещё сохраняло своё первоначальное значение. Затем его стали применять только в отношении вооружённых сил нацистской Германии.
Конституция Германской империи 1849 года в параграфе 19 (Имперский флот) предусматривала следующее:
«Команда военного флота входит в состав германского вермахта. Она независима от сухопутных сил».
Вермахт упоминался также в законах об образовании временного рейхсвера, а также временных военно-морских сил рейха (рейхсмарине) от 6 марта и 16 апреля 1919 года.
Конституция Германского рейха от 11 августа 1919 года, статья 47: «Рейхспрезидент осуществляет верховное командование над всем вермахтом рейха».
В законе об отмене всеобщей военной повинности от 21 августа 1920 года в разделе 1 говорилось: «Германский вермахт состоит из рейхсвера и рейхсмарине».
Наконец, Закон об обороне от 23 марта 1921 года в разделе 1 гласил: «Вермахтом Германской Республики является рейхсвер. Он формируется из имперской армии и имперского флота».
С 1935 года понятия «рейхсвер» и «рейхсмарине» больше не использовались в официальном языке, чтобы стереть любые отсылки на период Веймарской республики, который национал-социалисты называли «системным временем». С 1936 по 1944 год Верховное командование вермахта (ОКВ) издавало журнал под названием Die Wehrmacht.

## История

Военный флаг Германского рейха. 1938—1945

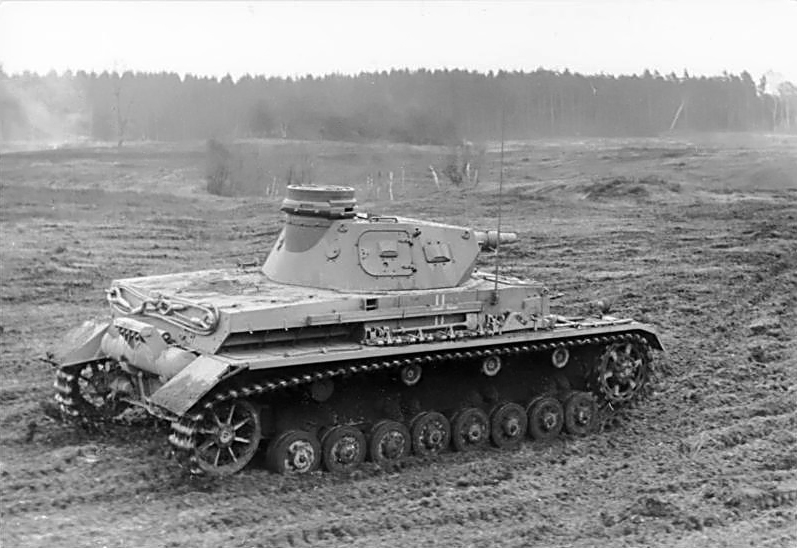
Танк PzKpfw IV. Март 1940

После Первой мировой войны в соответствии с Версальским договором Германии запрещалось иметь полноценные вооружённые силы: численность армии была ограничена 100 000 военнослужащих плюс 15 000 военных моряков, не предусматривалось наличие тяжёлой артиллерии, танковых войск и военно-воздушных сил. В 1921 году на этих условиях был создан так называемый рейхсвер (имперские силы обороны). Законом об обороне от 23 марта 1921 года устанавливалось, что вооружёнными силами Германской республики является рейхсвер, состоящий из сухопутных войск и морских сил (нем. «Die Wehrmacht der Deutschen Republik ist die Reichswehr. Sie wird gebildet aus dem Reichsheer und der Reichsmarine ...» ).

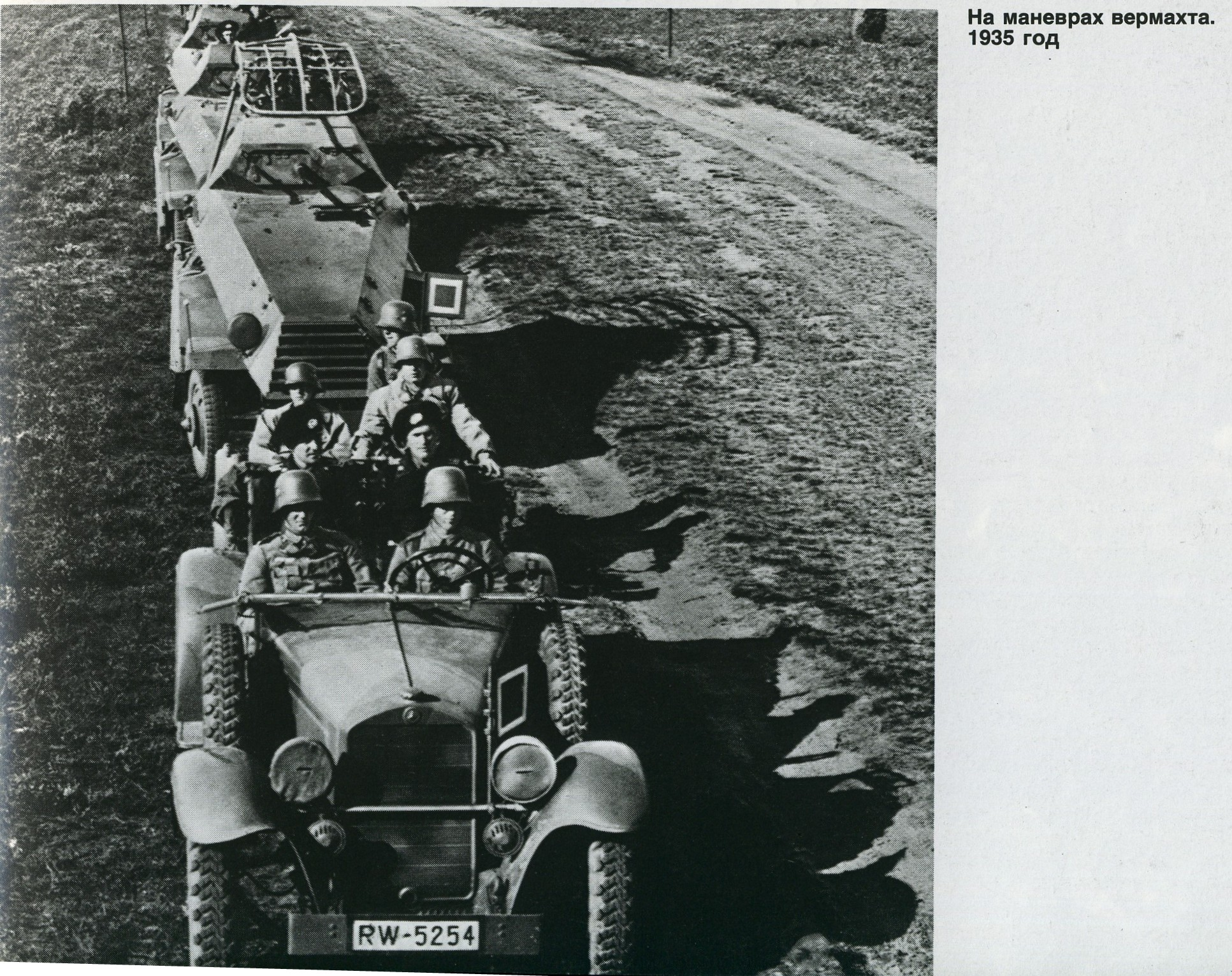
Манёвры вермахта. 1935

Большую роль в организации новой армии сыграл генерал-полковник Ханс фон Сект, которого иногда называют «основателем рейхсвера».
Практически сразу Германия начала активно наращивать свою военную мощь, выходя за рамки ограничений. Это стало реально возможным после заключения между Веймарской республикой и СССР соглашения в Рапалло, которое вывело обе страны из состояния международной изоляции.
Германия поддерживала развитие советской военной промышленности, командиры Красной армии проходили генеральную штабную подготовку в рейхсвере, Германия предоставляла технические документы и лицензии на строительство военной техники и инвестиции в советские оружейные заводы. Взамен рейхсверу была предоставлена возможность обучать своих командиров, получать артиллерийские боеприпасы из Советского Союза, обучать лётчиков-истребителей и командиров танков в учебных центрах СССР, а также производить и испытывать там боевые отравляющие вещества. Немецкие и советские специалисты по вооружению разрабатывали прототипы танков новых типов под прикрытием производства тракторов. Компании «Юнкерс» было разрешено поставлять самолёты в Советский Союз и основать под Москвой собственный авиазавод. Около 120—130 немецких пилотов и лётных наблюдателей прошли подготовку на секретной Липецкой учебной базе, составив ядро лётчиков-истребителей будущих люфтваффе. С 1930 года в Камском танковом училище под Казанью было подготовлено около 30 специалистов-танкистов. Под Саратовом на секретном объекте Томка проводились работы по усовершенствованию отравляющего газа, модернизировалась технология применения боевого газа и планировалась, технически дорабатывалась и апробировалась, стратегия применения химического оружия.
С приходом Гитлера к власти военные контакты были резко свёрнуты, а военнослужащие обеих стран приняли участие в гражданской войне в Испании по разные стороны фронта. Взаимоотношения с СССР были ненадолго восстановлены летом 1939 года посредством заключения договора о ненападении, также известного как пакт Молотова — Риббентропа.
Некоторые исследователи считают, что сотрудничество с СССР не принесло сильных изменений в военной мощи Германии. За весь период существования школы военных лётчиков в Липецке были обучены 220 немецких лётчиков (из них 100 лётчиков-наблюдателей; для сравнения: к 1932 году Германия сумела подготовить в своих нелегальных военных авиашколах в Брауншвейге и Рехлине около 2000 будущих пилотов люфтваффе), а в школе танкистов в Казани прошло обучение 30 немецких офицеров танковых войск. Кардинальные изменения произошли уже после прихода Гитлера к власти. Именно при Гитлере условия Версальского мирного договора были нарушены, и Германия стала открыто вооружаться, но это не встретило никакого противодействия со стороны западных держав, гарантов Версальского мира.
16 марта 1935 года в соответствии с «Законом о строительстве вермахта» в стране была вновь введена всеобщая воинская повинность, что явилось грубым нарушением Версальского договора. Этим же законом рейхсвер был переименован в вермахт. Численность дивизий должна была возрасти до 36, а общая численность сухопутной армии достичь 500 тыс. человек.

## Вермахт как часть общества Германии
В ответ на решение Гинденбурга о поручении Гитлеру сформировать правительство, генерал Э. Людендорф якобы направил своему бывшему шефу письмо следующего содержания:

Своим назначением Гитлера на пост канцлера Вы передали нашу священную немецкую родину в руки одного из величайших демагогов всех времён. Я торжественно предсказываю, что этот никчёмный субъект ввергнет нашу страну в бездну и принесёт неописуемые страдания нашей нации. Будущие поколения проклянут вас в вашей могиле за этот поступок.— цит. по M. Kitchen, 1996
Однако это пророчество не может быть подтверждено достоверными источниками и считается легендой, основанной на ошибках памяти в мемуарах Ганса Франка, опубликованных в 1953 году.

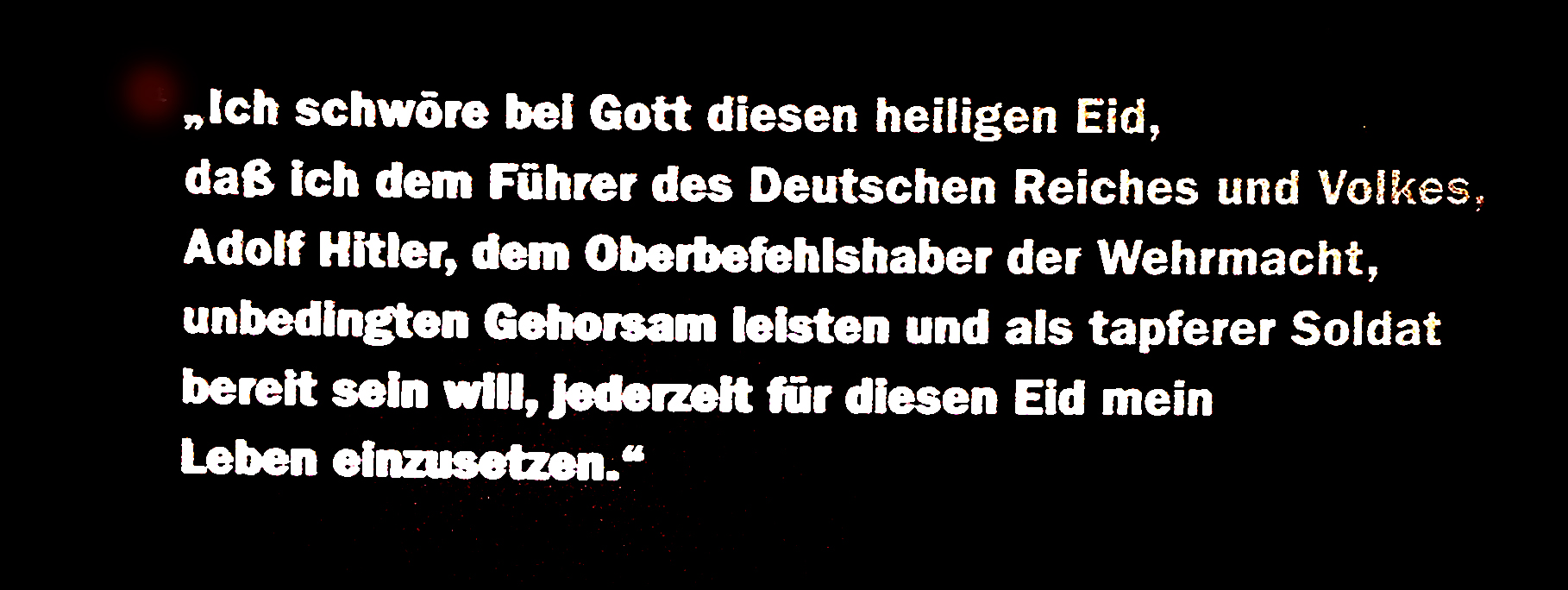
«Перед лицом Бога я клянусь этой священной клятвой фюреру Германского Рейха и народа Адольфу Гитлеру, главнокомандующему вермахта, беспрекословно подчиняться и быть как храбрый солдат всегда готовым пожертвовать своею жизнью».

После смерти Гинденбурга 2 августа 1934 года Гитлер занял должности президента и канцлера, что не предусматривалось действующей конституцией. Более того, армия была приведена к присяге именно ему, а не конституции, как это было принято ранее. Это вызвало недовольство, а многие задумались о необходимости активного сопротивления.
Офицерский корпус Германии во многом наследовал традиции прусской армии и её менталитет, сложившиеся во время Освободительной войны против Наполеона, и испытывал сильное влияние разработанной после неё теории войны Клаузевица. Корпус представлял собой корпоративную замкнутую организацию со своими представлениями об офицерской чести и моральными установками, весьма строго выполнявшимися, в особенности в кригсмарине.
Офицерская солидарность ставилась выше политических убеждений, поэтому даже во время подготовки свержения власти нацистской верхушки информация о готовящихся мероприятиях не вышла за пределы круга военных.

### Жупел большевизма: СССР, Коминтерн и угроза мировой революции
Жупел большевизма стал одним из излюбленных и, как показала история, весьма действенных символов для нацистской антисоветской агитации, провоцирования более чем обоснованного недоверия к Советскому Союзу и оправдания подготовки войны против него.
РКП (б), создав Третий Интернационал, поставила задачу распространения идей революционного интернационального социализма и коммунизма во все страны мира. Эту работу часть руководства партии считала борьбой за мировую революцию и в ней были задействованы советские полпредства, торговые фирмы, туристические бюро, научные институты, на что тратились значительные финансовые ресурсы СССР.
В предвоенные годы Советское государство своей активной внешней международной деятельностью, закреплённой официально в государственной символике страны, поставил своей целью на деле осуществить свою всемирно-историческую миссию по подготовке силового революционного преобразования всего мирового сообщества на принципах коммунизма. Через свои многочисленные ячейки и филиалы в виде всевозможных зарубежных коммунистических партий, а также близкие по убеждениям общественные организации — КИМ, МОПР, различные антифашистские объединения и пр., Коминтерн (полностью управляемый и финансируемый советским правительством и партийным руководством СССР) готовил мировую пролетарскую революцию. Гимном Коминтерна была песня: «Наш лозунг — Всемирный Советский Союз!».

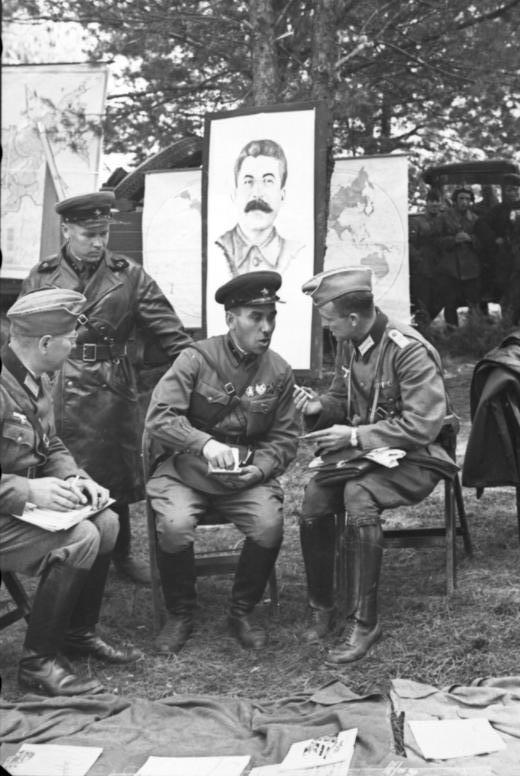
Общение победителей: военнослужащие вермахта и РККА во время Польской кампании. 22 сентября 1939

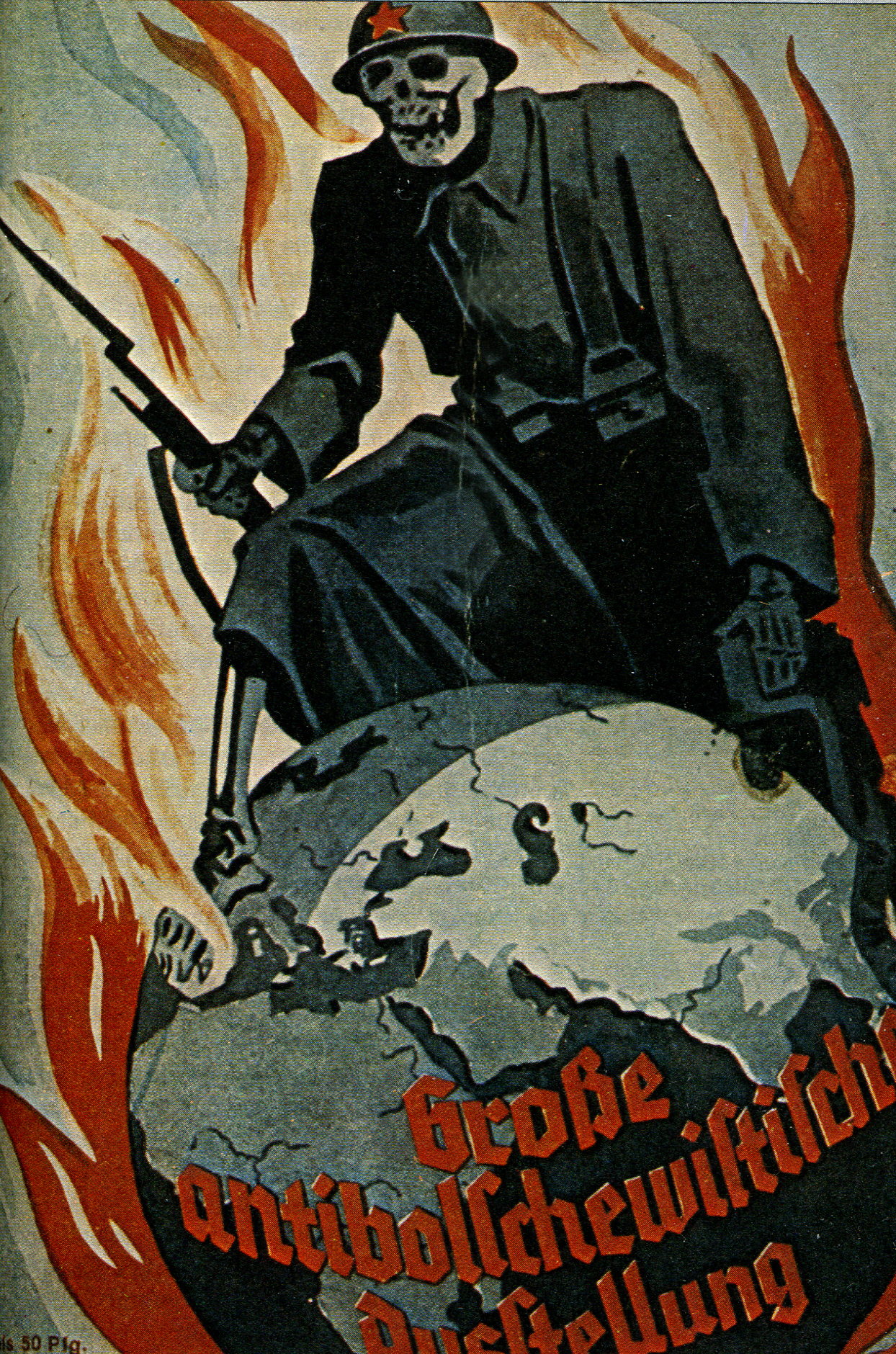
Немецкий плакат
Большой антибольшевистской выставки. 1937

Это нашло своё отражение также и в первой строфе текста государственного гимна СССР (тогда — «Интернационал»), транслировавшегося в мировой эфир дважды в сутки государственной радиостанцией имени Коминтерна из Уфы. В качестве рабочего механизма при этом использовалась формально внегосударственная организация — Коммунистический Интернационал (Коминтерн), имеющий в Москве свою штаб-квартиру. Посредством этой организации оказывалось возможным через голову парламентов и правительств буржуазных государств и, минуя созданную для согласования международных отношений организацию в лице Лиги наций, обращаться непосредственно к наиболее восприимчивому к коммунистической идеологии общественному слою — рабочим промышленности, то есть к классу пролетариата.
Конечные цели советской внешней политики были изначально недвусмысленно выражены и геральдически в виде государственного герба СССР, изображавшего земной шар, накрытый эмблемой свободного коммунистического труда — Серпом и Молотом — с популистским призывом к объединению пролетариата под лозунгом: «Пролетарии всех стран, соединяйтесь!».
При этом, офицеры вермахта были достаточно хорошо осведомлены о беспрецедентном терроре и репрессиях в СССР, которым начиная с середины тридцатых годов подвергались все слои населения России, включая и политическую партийную оппозицию в ВКП(б), и командный состав РККА, и сами карательные органы НКВД. Среди жертв были и командиры, лично известные немцам по совместной боевой учёбе. Советский Союз они рассматривали как территорию, в которой царят моральный вакуум, террор и полное беззаконие. Всего этого в определённой степени было достаточно для поддержания в их среде уверенности в своей правоте и исторической обоснованности необходимости войны против Советской России, которую много позже уже президент США Рейган назвал «Империей зла».
Столкнувшись на фронте с бойцами Красной армии, немецкие военнослужащие имели возможность убедиться в глубокой разнице в культуре, привычках и обычаях, а также мировоззрении между собой и своим противником. Это различие интенсивно эксплуатировала немецкая пропаганда, одним из направлений которой было внушение представления о неполноценности противника и на этом основании, оправдывала любые крайне жестокие методы борьбы с ним.
Однако нацистская пропаганда к началу войны не нашла в солдатской массе всеобщей поддержки. Даже в последнюю перед пересечением границы ночь, до зачтения приказа, немецкие солдаты были настроены не враждебно, и даже благодушно, говоря между собой:

«Der Iwan tut uns doch nicht, ist unser Verbündeter, liefert Korn und ist gegen die Engländer.» So sagen die meisten…
«Иван ничего против нас не имеет, он наш союзник, поставляет нам хлеб и он против англичан». Так считает большинство…— 
Наиболее информированные и думающие военные трезво оценивали ситуацию и поначалу пытались не допустить начала новой войны на два фронта, используя силу убеждения. Так, в ответ на вопрос Гитлера о том, как относится армия к пакту Молотова-Риббентропа, Гудериан ответил:

Мы, солдаты, облегчённо вздохнули, когда в конце августа до нас дошло известие о заключении пакта. Благодаря этому пакту мы почувствовали, что тыл наш свободен, и были счастливы, что удалось избавиться от опасности ведения войны на два фронта, что в прошлой мировой войне вывело нас из строя на продолжительное время.— цит. по Г. Гудериан, 1998

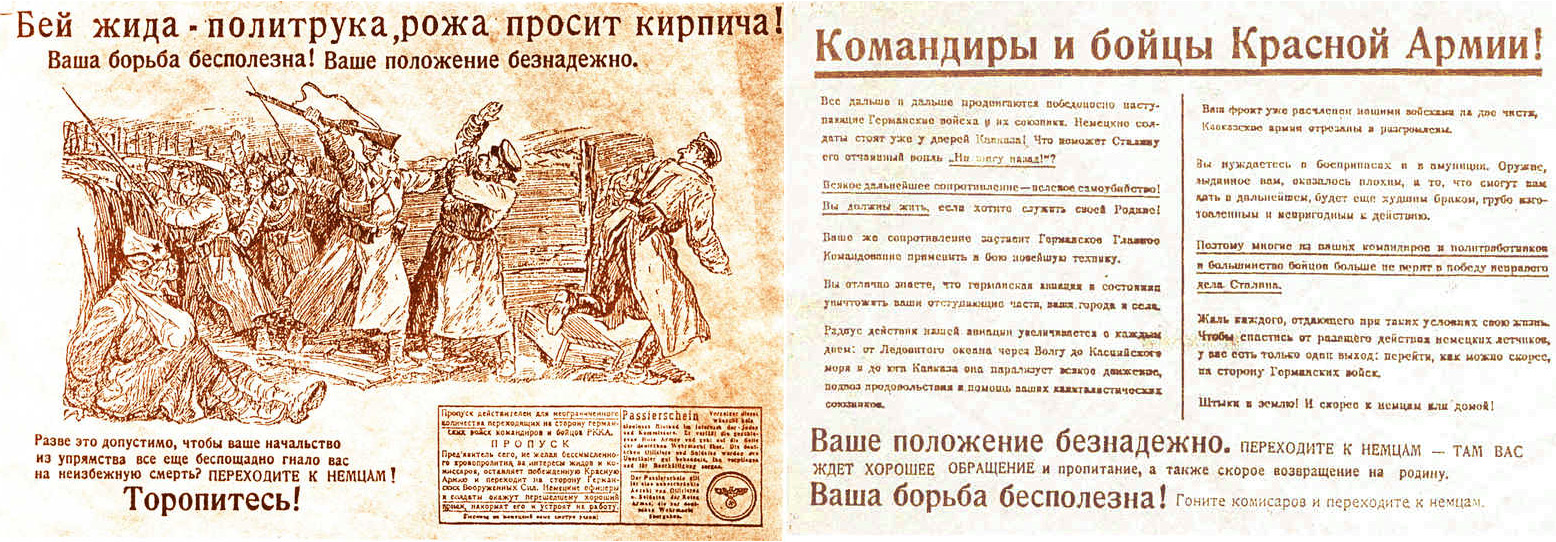
Один из вариантов (лицевая и оборотная сторона) немецкой агитационной листовки «Бей жида-политрука, рожа просит кирпича!» для сдачи в плен солдат РККА

Верховному командованию вермахта цель предстоящего похода на восток была сообщена Гитлером в марте 1941 года, как создание основы для достижения германской гегемонии на Европейском континенте, причём подчёркивалось, что предстоящая война с СССР будет войной идеологий, конечной целью которой будет уничтожение «еврейского большевизма». Для нижних чинов было разработано специальное руководство «Richtlinien für das Verhalten der Truppe in Rußlahd», где был дан упрощённо-примитивный образ врага: «Большевик — Еврей — Партизан».
Одной из черт, унаследованных вермахтом от прусской армии, был антисемитизм, который пропаганда связала с неприятием коммунистической идеологии. Так, генерал-полковник Эрих Гёпнер, командир 4-й танковой группы, в своём приказе в начале мая 1941 года призывал подчинённых к победе над «еврейским большевизмом» и к безжалостному уничтожению «русской большевистской системы». Действия айнзатцгрупп были поддержаны и Манштейном, который рассматривал их как «суровое возмездие еврейству, идеологическому вдохновителю большевистского террора и его осуществляющему».

### Вермахт и партия
С началом Второй мировой войны (1939 год) в вооружённых силах страны помимо армейских формирований появились соединения войск СС, которые в отличие от прочих структурных подразделений организации СС, финансировались не из партийной кассы, а из госбюджета. Между армейцами и военнослужащими войск СС установились натянутые отношения, поскольку последние принимали участие в политических акциях, а германская армия, как считалось, была традиционно вне политики, и её привлечение к политическим акциям встречало определённый скрытый протест. Спровоцированное службами государственной безопасности Дело Фрича — Бломберга закончилось ликвидацией должности военного министра и существенным укреплением положения госбезопасности во властной вертикали, а верховным главнокомандующим стал Гитлер. Однако его попытка поставить во главе армии Геринга встретила сопротивление офицерского сообщества. Не удалось сфабриковать против Фрича и политический процесс по причине отвода притязаний Гитлера министром юстиции Францем Гюртнером.
Эта неприязнь усилилась в военное время, когда армейцев любого звания коробила неоправданная жестокость эсэсовцев, особенно в тех случаях, когда армию привлекали к проведению карательных операций.
Среди офицеров вермахта существовало убеждение, что участие военнослужащих в карательных акциях против гражданского населения неизбежно ведёт к моральному разложению армии и утрате её боеспособности в связи с неизбежным падением дисциплины.
В среде командиров немецкой армии существовали и убеждённые сторонники партийной политики, к их числу, например, относился генерал-фельдмаршал Рейхенау, известный своим антиеврейским приказом от 10 октября 1941 года. Принятый Гитлером единоличный метод руководства и успехи, достигнутые им в начале своего пути при решении сложных проблем волюнтаристским способом, способствовали укреплению его популярности в массах, в том числе и на всех этажах армейской иерархии. Однако со временем, взаимоотношения между различными инстанциями госаппарата настолько обострились, что уже в 1942 году Борман докладывал Гитлеру о резком обострении междоусобной борьбы в рядах тыловой администрации.

### Вермахт и церковь
«Создатель вермахта» Фрич был убеждённым монархистом и верующим не только в плане личном, но и считал необходимым воспитание военнослужащих, особенно молодого пополнения, в духе христианства, насколько это допускала специфика военного ремесла. В этом он был последовательным носителем давней традиции консервативного прусского офицерства, с трудом воспринимавшего атеистические идеи нового времени. Гитлер же напротив, считал национал-социализм своего рода «заместителем религии», и потому отношения вермахта с церковью, в том числе и с войсковыми священниками, были далеко не простыми.

## Организация

Флаг главнокомандующего немецкими вооружёнными силами. 1935—1938

- Верховное командование Вооружёнными силами Германии (нем. Oberkommando der Wehrmacht, OKW) — ОКВ;

Во главе видов вооружённых сил стоят соответствующие верховные командования:
- Верховное командование сухопутных войск (нем. Oberkommando des Heeres, ОКН) — ОКХ;
- Верховное командование ВМФ (нем. Oberkommando der Marine, ОКМ) — ОКМ;
- Верховное командование ВВС (нем. Oberkommando der Luftwaffe, OKL) — ОКЛ.

Верховным главнокомандующим вермахта являлся рейхсканцлер Адольф Гитлер.

Во главе Верховного командования — главнокомандующий соответствующего вида вооружённых сил.

Каждый род войск имел своего главнокомандующего, начальника штаба и штаб, которые подчинялись начальнику штаба оперативного руководства вермахта, а тот в свою очередь начальнику штаба ставки, во главе которого находился Гитлер как верховный главнокомандующий.

### Верховное командование (ОКВ)
4 февраля 1938 года после преодоления кризиса по делам Фрича и Бломберга (дело Фрича — Бломберга) из военного министерства было создано Верховное командование вермахта (ОКВ от нем. Oberkommando der Wehrmacht, OKW), подчинённое непосредственно верховному главнокомандующему страны — Адольфу Гитлеру, и называемое поэтому ставкой фюрера. Должность военного министра (с персональным назначением конкретного лица) была отменена, а его обязанности перешли к назначенному Гитлером начальником верховного командования вермахта Вильгельму Кейтелю.
Верховным главнокомандующим вооружёнными силами являлся Гитлер, на верность которому личный состав вооружённых сил обязан был принимать присягу. В составе ОКВ было четыре управления: оперативный отдел (А. Йодль), военная разведка и контрразведка — абвер (В. Канарис), состоявший из непересекающихся между собой структур политической, экономической, разведки. экономический отдел, ведавший вопросами снабжения и вооружения армии (Г. Томас), и управление общего назначения. Начальником Верховного главнокомандования вооружёнными силами был назначен генерал (с 1940 — генерал-фельдмаршал) Вильгельм Кейтель.

### Организационная структура вермахта
1934—1938 гг.
- Верховный главнокомандующий: фюрер и канцлер
- Военный министр
- Сухопутные войска
- Кригсмарине (военно-морской флот)
- Люфтваффе (военно-воздушные силы)

1938—1941 гг.
- Верховный главнокомандующий : фюрер и канцлер
- Сухопутные войска
- Военно-морской флот (Кригсмарине)
- Военно-воздушные силы (Люфтваффе)

1941—1945 гг.
- Верховный главнокомандующий и главнокомандующий сухопутными войсками: фюрер и канцлер
- Сухопутные войска
- Военно-морской флот (Кригсмарине)
- Военно-воздушные силы (Люфтваффе)

В составе ставки был создан отдел, названный штабом оперативного руководства. В него входил отдел национальной обороны (отдел «Л» — оперативный отдел) и отдел связи (до 8 августа 1940 года этот отдел назывался не штабом, а оперативным управлением вооружённых сил). Весной 1939 года он стал включать также отдел печати и пропаганды. Начальник штаба оперативного руководства подчинялся непосредственно начальнику ОКВ и отвечал за все упомянутые отделы. На начало войны начальником штаба ставки был В. Кейтель.
В состав ОКВ входили также (на начало войны):
- Управление военной экономики и вооружения (Томас)
- Общее управление вооружёнными силами (Г. Рейнеке) вместе с юридическими и административными отделами
- Управление разведки и контрразведки (В. Канарис)

Эмблема Эскулапа, которую носил на форме санитарно-медицинский персонал вермахта

### Медико-санитарные части
Мужской персонал медицинских частей носил обычную военную форму сухопутных войск, Кригсмарине или Люфтваффе. От других родов войск его отличал цвет канта в погонах и петлицах (ваффенфарбе) васильково-синего цвета, у ветеринарной службы ваффенфарбе был ярко-красного (карминового) цвета. Помимо этого, медперсонал был заметен и благодаря использованию эмблемы Эскулапа (змея, обвивающая посох Эскулапа), которую носили как отличительный знак на плечевых ремнях, погонах, и как нарукавную нашивку.
Женский персонал медико-санитарных частей в тылу и прифронтовой зоне имел свою, весьма отличительную от мужского персонала специфичную униформу для нонкомбатантов организации Немецкого Красного Креста.

### Полевая почта
В полевой почте (нем. Feldpost) 12 тыс. работников обрабатывали ежедневно до 25 млн бесплатных конвертов и посылок. Цензуру осуществляли 400 сотрудников, деятельность которых позволяла контролировать настроения в действующей армии.
Как и в любой другой стране, наличие цензуры военной переписки в Германии не представляла никакой тайны. Каждый солдат должен был знать о факте её существования и проявлять самоцензуру. Руководство НСДАП и военное командование пыталось влиять на переписку — например, родственникам солдат нельзя было делиться с ними никакими проблемами или сплетнями, а солдаты всегда должны были описывать боевое настроение и подкреплять это описание лозунгами, вселяющими уверенность в победе.

### Полевая жандармерия

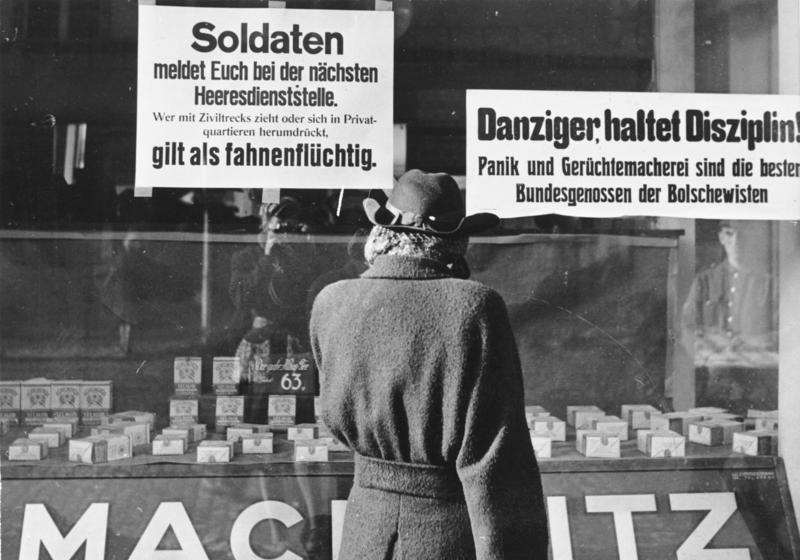
«Солдаты, отметьтесь в ближайшем штабе! Кто присоединяется к гражданским обозам или шляется по частным квартирам, тот считается дезертиром». Данциг, февраль 1945

Полевая жандармерия (нем. Feldgendarmerie) до 1945 года представляла собой вооружённую военную полицию, рекрутировавшуюся из членов полиции порядка (нем. Ordnungspolizei). В её обязанности входило не только обеспечение дисциплины в войсках и регулирование движения, но в военное время и задержание отступающих и бегущих солдат и формирование из них временных соединений (нем. Alarmeinheiten) для их использования на кризисных участках фронта. Отличительным знаком полевых жандармов была нагрудная цепь, за что в войсках их называли «цепные псы». Весной 1945 года в частях вермахта появились дезертиры, которых отлавливали и «по законам военного времени» могли казнить на месте без суда и следствия. В их число могли попадать и гражданские лица, уличённые или обвинённые в «распространении панических слухов». По мере усиливающихся поражений на фронтах, к концу войны число таких лиц множилось. В последние дни войны в обязанность полевых жандармов входили карательные функции в отношении военных и гражданских лиц, заподозренных в демонстрации неуверенности в «окончательной победе» Германии.

### Вооружённые формирования коллаборационистов
- Батальон «Нахтигаль» и Батальон «Роланд»
- Русская освободительная армия (РОА) — Die Russische Befreiungsarmee
- Русская освободительная народная армия (РОНА) — Die Russische Volksbefreiungsarmee
- 1-я Казачья дивизия — 1.Kosaken-Division
- Дивизия Ру́ссланд — «1-я Русская национальная армия»
- Волжско-татарский легион «Идель-Урал» — Wolgatatarische Legion
- Азербайджанский легион — Die Aserbaidschanische Legion
- Туркестанский легион — Turkistanische Legion
- Грузинский легион — Die Georgische Legion
- Армянский легион — Die Armenische Legion
- Калмыцкий кавалерийский корпус
- Локотское самоуправление

## Система воинских званий в вермахте

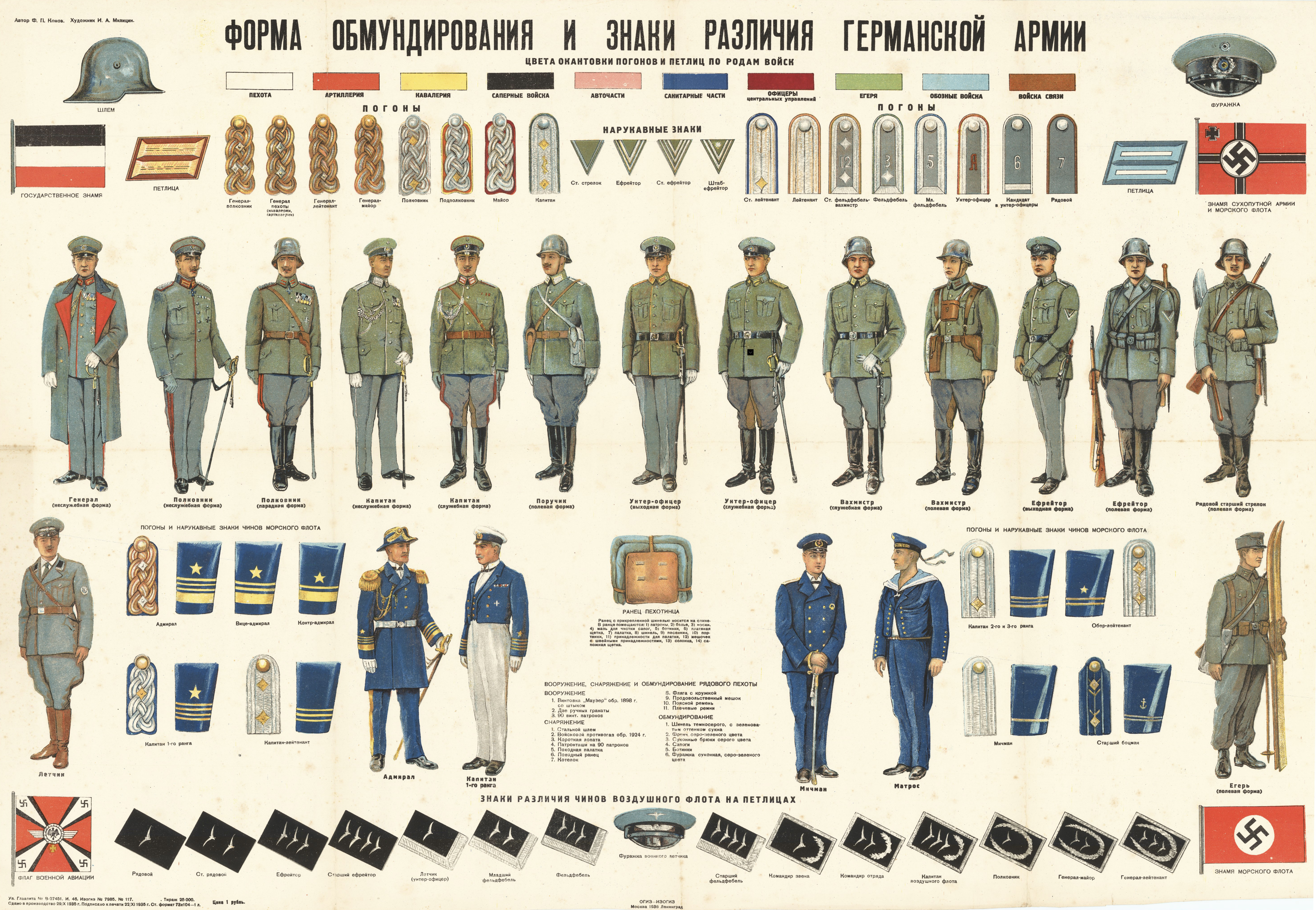
Форма одежды и знаки различия Германской армии. 1936

При рассмотрении системы званий германского вермахта следует иметь в виду следующие моменты:
1. Каждая из четырёх составляющих вермахта имела свою собственную систему воинских званий, значительно отличающуюся от трёх других.
2. Каждая составляющая не имела единой системы воинских званий. В каждом роде войск, службе имелись свои собственные наименования званий.
3. Все лица, входившие в состав данного рода войск, делились на две основные группы:

- собственно военнослужащие;
- военные чиновники.

Наименования званий военнослужащих и военных чиновников значительно различались между собой.
1. Военные чиновники делились на три основные группы, каждая из которых имела свои собственные звания:

- собственно военные чиновники;
- военные музыканты;
- военные священники.

1. Учащиеся офицерских училищ имели свои собственные звания.
2. Единого звания для рядовых солдат в вермахте подобно Красной Армии (красноармеец, краснофлотец, рядовой) не существовало даже внутри рода войск. Рядовые солдаты именовались по своей специальности, должности, например — «пионер» (нем. Pionier; сапёр) или «егерь» (нем. Jäger). Или же, в силу устоявшихся традиций, особенно в воинских частях, история которых насчитывала сотни лет, именовались: «гренадер», «мушкетёр», «фузилёр»[31]. А немецкое слово «der Soldat» — просто собирательное название, близкое к русскому «военнослужащий», но с менее нейтральной окраской, поскольку несло качественную оценку и вполне могло бы быть заменено русским словом — «воин». Так, фельдмаршала Роммеля неофициально, но почтительно называли «первым солдатом вермахта».

### Generale — высший офицерский состав
- Reichsmarschall — рейхсмаршал.
- Generalfeldmarschall — генерал-фельдмаршал.
- Generaloberst — генерал-оберст (генерал-полковник).
- General der Infanterie — генерал пехоты;

General der Kavallerie — генерал кавалерии;
General der Artillerie — генерал артиллерии;
General der Pioniere — генерал инженерных войск;
General der Panzertruppen — генерал танковых войск;
General der Gebirgstruppen — генерал горнострелковых войск;
General der Nachrichtentruppen — генерал войск связи;
Generaloberstabsarzt — генерал медицинской службы;
Generaloberstabsveterinär — генерал ветеринарной службы
- Generalleutnant — генерал-лейтенант;

Generalstabsarzt — генерал-лейтенант медицинской службы;
Generalstabsveterinär — генерал-лейтенант ветеринарной службы.
- Generalmajor — генерал-майор;

Generalarzt — генерал-майор медицинской службы;
Generalveterinär — генерал-майор ветеринарной службы;
Feldbischof der Wehrmacht — полевой епископ вермахта.

### Stabsoffiziere (нем.Stab— жезл) — штаб-офицерский состав
- Oberst — оберст (полковник);

Oberstarzt — оберст (полковник) медицинской службы;
Oberstveterinär — оберст (полковник) ветеринарной службы;
Heeresmusikinspizient — войсковой инспектор военных оркестров;
Wehrmachtsdekan — декан вермахта (священник).
- Oberstleutnant — оберст-лейтенант (подполковник);

Oberstfeldarzt — оберст-лейтенант (подполковник) медицинской службы;
Oberstfeldveterinär — оберст-лейтенант (подполковник) ветеринарной службы;
Obermusikinspizient — главный инспектор военных оркестров;
Wehrmachtsoberpfarrer — старший священник вермахта.
- Major — майор;

Oberstabsarzt — майор медицинской службы;
Oberstabsveterinär — майор ветеринарной службы;
Musikinspizient — инспектор военных оркестров;
Wehrmachtspfarrer — священник вермахта.

### Oberoffiziere — обер-офицерский состав
- Hauptmann — гауптман (капитан);

Rittmeister — ротмистр, капитан кавалерии;
Futtmeister — начальник продовольственного снабжения в звании капитана;
Stabsarzt — капитан медицинской службы;
Stabsveterinär — капитан ветеринарной службы;
Stabsmusikmeister — главный военный дирижёр;
Wehrmachtkriegspfarrer — военный священник вермахта.
- Oberleutnant — обер-лейтенант (старший лейтенант);

Oberarzt — обер-лейтенант (старший лейтенант) медицинской службы;
Oberveterinär — обер-лейтенант (старший лейтенант) ветеринарной службы;
Obermusikmeister — старший военный дирижёр.
- Leutnant — лейтенант;

Assistentarzt — лейтенант медицинской службы;
Veterinär — лейтенант ветеринарной службы;
Musikmeister — военный дирижёр.

### Unteroffiziere — унтер-офицерский состав
- Stabsfeldwebel — штабс-фельдфебель;

Stabswachtmeister — штабс-вахмистр (чин в кавалерии и артиллерии);
Sanitätstabsfeldwebel — штабс-фельдфебель медицинской службы;
Wallstabsfeldwebel — штабс-фельдфебель службы строительства долговременных укреплений;
Festungspionierstabfeldwebel — штабс-фельдфебель сапёрных частей укреплённых районов;
Stabsbrieftaubenmeister — штабс-фельдфебель-голубевод;
- Hauptfeldwebel — гаупт-фельдфебель, ротный старшина (только должность(!), но не звание) в пехоте и других родах войск, кроме артиллерии и кавалерии. Гаупт-фельдфебель мог иметь любое унтер-офицерское звание от унтер-офицера до штабс-фельдфебеля, хотя, как правило, на этой должности служили старшие унтер-офицеры (с портупеей). Гаупт-фельдфебеля можно было отличить по двум серебристым кольцевым галунным нашивкам в нижней части рукавов кителя.

Hauptwachtmeister — гаупт-вахмистр, эскадронный (батарейный, ротный) старшина (должность) в кавалерии (артиллерии);
- Oberfeldwebel — обер-фельдфебель (звание, но не должность(!));

Oberwachtmeister — обер-вахмистр (обер-фельдфебель в кавалерии (артиллерии);
Sanitätsoberfeldwebel — обер-фельдфебель санитарной службы;
Oberfeuerwerker — старший артиллерийский техник (звание);
Walloberfeldwebel — обер-фельдфебель службы строительства долговременных укреплений;
Festungspionieroberfeldwebel — обер-фельдфебель сапёрных частей укреплённых районов;
Oberfunkmeister — обер-фельдфебель-радист, старший радиотехник;
Oberbrieftaubenmeister — старший голубевод-обер-фельдфебель.
- Feldwebel — фельдфебель;

Wachtmeister — вахмистр (фельдфебель в кавалерии, артиллерии);
Sanitätsfeldwebel — фельдфебель санитарной службы;
Wallfeldwebel — фельдфебель службы строительства долговременных укреплений;
Festungspionierfeldwebel — фельдфебель сапёрных частей укреплённых районов;
Funkmeister — фельдфебель-радист, радиотехник;
Brieftaubenmeister — голубевод-фельдфебель;
- Unterfeldwebel — унтер-фельдфебель;

Unterwachtmeister — унтер-вахмистр кавалерии, артиллерии;
Sanitätsunterfeldwebel — унтер-вахмистр медицинской службы;
Beschlagschmiedunterwachtmeister — унтер-вахмистр-кузнец;
Unterschirrmeister — унтер-вахмистр-техник.
- Unteroffizier — унтер-офицер;

Oberjäger — унтер-офицер горнострелковых частей;
Sanitätsunteroffizier — унтер-офицер медицинской службы;
Beschlagschmiedunteroffizier — унтер-офицер-кузнец.

### Fähnriche — фенрихи (учащиеся офицерских училищ)
- Fahnenjunker — фанен-юнкер (курсант первого курса офицерского училища);

Fahnenjunkerunteroffizier — фанен-юнкер-унтер-офицер (курсант второго курса офицерского училища);
Fähnrich — фенрих (курсант выпускного курса офицерского училища);
Oberfähnrich — обер-фенрих (выпускник офицерского училища, кандидат в офицеры).

### Mannschaften — рядовой состав
- Stabsgefreiter — штабс-ефрейтор.
- Hauptgefreiter — гаупт-ефрейтор (главный ефрейтор) (люфтваффе).
- Obergefreiter — обер-ефрейтор (старший ефрейтор);

Sanitätsobergefreiter — обер-ефрейтор (старший ефрейтор) медицинской службы.
- Gefreiter — ефрейтор;

Sanitätsgefreiter — ефрейтор медицинской службы;
Beschlagschmiedgefreiter — кузнец-ефрейтор.
- Oberschütze — старший стрелок;

Obergrenadier — старший гренадер;
Oberreiter — старший кавалерист;
Oberkanonier — старший артиллерист;
Panzeroberschütze — старший танкист;
Oberpanzergrenadier — старший рядовой моторизованной пехоты;
Oberpionier — старший сапёр;
Oberfunker — старший радист;
Oberfahrer — старший ездовой;
Oberkraftfahrer — старший водитель;
Musikoberschütze — старший музыкант;
Trompeteroberreiter — старший горнист;
Sanitätsobersoldat — старший санитар.
- Schütze — стрелок (рядовой);

Grenadier — гренадер (рядовой);
Jäger — рядовой горнострелковых войск;
Reiter — рядовой кавалерии;
Kanonier — рядовой артиллерии;
Panzerschütze — рядовой танковых войск;
Panzergrenadier — рядовой моторизованной пехоты;
Pionier — рядовой-сапёр;
Funker — рядовой-связист;
Fahrer — ездовой (рядовой);
Kraftsfahrer — водитель (рядовой);
Musikerschütze — рядовой-музыкант;
Trompeterreiter — горнист (рядовой);
Sanitätssoldat — рядовой-санитар;
Beschlagschmied — кузнец (рядовой).

## Награды вермахта
Высшей наградой вермахта был Большой крест Железного креста. Эту награду получил только один человек — рейхсмаршал Герман Геринг.
Высшей из наград, доступных основной массе военнослужащих, был Рыцарский крест Железного креста.
За всё время существования эта награда была присуждена в 7200 случаях (всего службу в вермахте прошло около 22 миллионов военнослужащих) 52 % кавалеров этой награды представляли рядовые и низший командный состав (до лейтенанта включительно). 6 % награждённых имели чины от генерал-майора и выше.
Кроме того, практиковались специализированные награды за отдельные операции. Так известна медаль за участие в боях зимой 1941—1942 гг. — «Winterschlacht im Osten» (рус. Зимняя битва на Востоке), которую солдаты называли «медалью мороженого мяса — Gefrierfleischmedaille»
Награды вермахта для арийских народов
Награды вермахта для неарийских народов
По указу А. Гитлера от 14 июля 1942 г были введены специальные наградные знаки, например Знак отличия нацистской Германии для восточных народов. Право награждения ими предоставлялось министру восточных территорий и генерал-инспектору восточных войск вермахта.

## Численность
К 1 сентября 1939 года были сформированы 12 армейских корпусов из 38 дивизий, общей численностью 582 000 человек. Общая численность вермахта составляла 3 214 000 человек.
На 22 июня 1941 года общая численность вермахта составляла 7 234 000 человек. В Сухопутных силах имелось 103 дивизии, среди них 43 пехотных, в том числе 21 укомплектованная не полностью, — на западной границе. На востоке находилось 55 корпусов — 157 дивизий . Здесь же находились и части СС, которые с конца 1939 стали называться «Ваффен-СС» (войска СС), а также словацкий корпус и венгерский корпус, финские и румынские Вооружённые силы, не считая добровольческих формирований Испании, Португалии, Франции, стран Бенилюкса, Скандинавии и т. д. Эти войска имели возможность нанесения мощного первого удара.
Начиная с зимы 1941 года, численный состав частей восточного фронта стал сокращаться из-за того, что пополнения не компенсировали потери. Если в июне 1941 года на Восточном фронте было 5,5 млн человек, то в конце 1944 года здесь оставалось только 4,2 млн человек.
Всего в вооружённые силы Германии за период с 1 июня 1939 по 30 апреля 1945 года были призваны 17 893 200 человек. Из них 2 млн отозвали обратно в промышленность в 1939 и 1940 годах, но в 1941 и 1942 годах часть из них призвали обратно.
Численность вооружённых сил вермахта в разные годы войны (в тыс. чел.)
| Год  | Действующая армия | Армия резерва | Сухопутные силы в целом | Военно-воздушные силы | Военно-морской флот | Войска СС | Всего. Вооружённые силы и войска СС |
| 1939 | 2741              | 996           | 3737                    | 400                   | 50                  | 35        | 4222                                |
| 1940 | 3650              | 900           | 4550                    | 1200                  | 250                 | 50        | 6050                                |
| 1941 | 3800              | 1200          | 5000                    | 1680                  | 404                 | 150       | 7234                                |
| 1942 | 4000              | 1800          | 5800                    | 1700                  | 580                 | 230       | 8310                                |
| 1943 | 4250              | 2300          | 6550                    | 1700                  | 780                 | 450       | 9480                                |
| 1944 | 4000              | 2510          | 6510                    | 1500                  | 810                 | 600       | 9420                                |
| 1945 | 3800              | 1500          | 5300                    | 1000                  | 700                 | 830       | 7830                                |

На момент нападения на СССР численность вермахта составляла: 3 800 000 человек в сухопутных войсках, 1 680 000 в люфтваффе, 404 000 в Кригсмарине, 150 000 в Ваффен-СС и 1 200 000 в резервной армии. Вермахт имел общую численность 7 234 000 военнослужащих (в/сл) на июнь 1941 года. Для операции Барбаросса Германия направила 3 300 000 чел. из сухопутных войск, 150 000 из Ваффен-СС и приблизительно 250 000 из Люфтваффе. К июлю 1943 года общая численность вермахта составляла 6 815 000 в/сл. Из них 3 900 000 находились на Восточном фронте, 180 000 в Финляндии, 315 000 в Норвегии, 110 000 в Дании, 1 370 000 в Западной Европе, 330 000 в Италии и 610 000 на Балканах. К апрелю 1944 года общая численность вермахта составляла 7 849 000 в/сл, из них 3 878 000 на Восточном фронте, 311 000 в Норвегии и Дании, 1 873 000 в Западной Европе, 961 000 в Италии, 826 000 на Балканах.
| Сравнительные таблица расстановки сил действующей армии на Восточном фронте, 1941—1945 гг. | |                                                                 |
| Дата                                                                                       | Силы Оси на Восточном фронте | Советские войска                                                |
| июнь 1941                                                                                  | 3 050 000 немцы, 67 000 норвежцы, 500 000 финны, 150 000 румыны, 62 000 итальянцы, словаки и др. Итого: 3 829 000 (80 % от сил армии)  | 2 680 000 (на фронте) Всего: 5 080 977 (общая численность)      |
| Июнь 1942                                                                                  | 2 600 000 немцы, 90 000 норвежцы, 430 000 финны, 600 000 румыны, венгры, итальянцы, словаки и др. Итого: 3 720 000 (80 % от сил армии) | 5 313 000 (на фронте); 383 000 (в госпитале) Всего: 9 350 000   |
| Июль 1943                                                                                  | 3 403 000 немцев, 80 000 норвежцы, 400 000 финны, 150 000 румыны, венгры, словаки и др. Итого: 3 933 000 (63 % от численности армии)   | 6 724 000 (на фронте); 446 445 (в госпитале) Всего: 10 300 000  |
| Июнь 1944                                                                                  | 2 460 000 немцы, 60 000 норвежцы, 300 000 финны, 550 000 румыны, венгры, словаки и др. Итого: 3 370 000 (62 % от численности армии)    | 6 425 000 (на фронте)                                           |
| Январь 1945                                                                                | 2 230 000 немцы, 100 000 венгры Итого: 2 330 000 (60 % от численности армии)                                                           | 6 532 000 (+360 000 поляки, румыны, болгары, и др. (на фронте)) |
| Апрель 1945                                                                                | 1 960 000 (в основном немцы) | 6 410 000 (+450 000 поляки, румыны, болгары, и др. (на фронте)) |

## Экономическая и производственная база

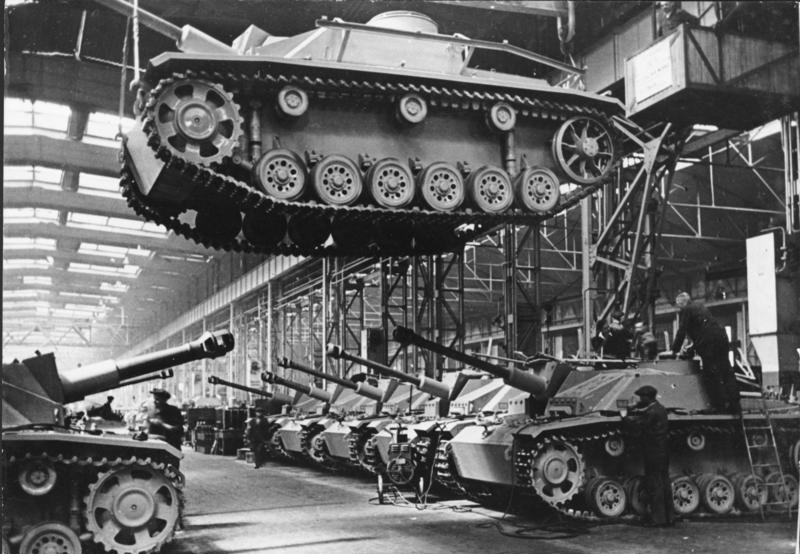
Завод по производству Штурмовых орудий III. 1943

С началом Польской кампании осенью 1939 года Германия оказалась в положении жёсткой экономической блокады (морская блокада портов Германии началась уже 6 сентября, впоследствии добавилась и сухопутная блокада), которая поставила тяжёлую промышленность и экономику страны в непростые условия. Подписанный в 1940 году с Москвой договор о товарообороте (поставки нефти, зерна и фосфатов, также советская сторона обязалась выполнять роль посредника в получении для Германии продукции из третьих стран) несколько смягчил это положение на время, необходимое, по мнению Гитлера, для достижения победы на Западе. Договор обеспечивал подготовку перехода от уже ведущейся «сидячей войны» к войне общеевропейской, что и произошло путём реализации плана «Fall Gelb».
Однако взятые обязательства означали и то, что Германия попадала в зависимость от воли Сталина, кроме того, взятые ей на себя обязательства создавали дополнительную напряжённость для немецкой экономики. Тем не менее эшелоны из Советского Союза шли в Германию буквально до последнего часа перед вторжением вермахта в СССР.
В июне 1941 года территория, контролируемая нацистской Германией, составляла всю Европу, кроме Швеции, Швейцарии (страны, сочувствовавшие рейху) и Великобритании с Исландией (например, Чехия составляла ~ 30 % экономического потенциала рейха). Эта территория обладала также и превосходящими СССР людскими ресурсами.
Существенный вклад в промышленный потенциал Германии внесли также и принудительно перевезённые в Германию жители оккупированных территорий (осенью 1944 года в промышленности Германии работали 8 млн иностранцев, то есть четверть всего занятого в промышленности контингента).

Бочки для топлива вермахта

В первый год войны с СССР нацистской Германии оказались подчинены и территории Белоруссии, Украины, Прибалтики — это миллионы людей, тысячи предприятий, служивших вермахту. На эту же величину уменьшился потенциал РККА.
Однако в ноябре 1941 года министр вооружения Ф. Тодт предупреждал Гитлера, что в экономическом смысле Германия уже проиграла войну. В 1942 году Альберт Шпеер, сменил Тодта на посту министра после его гибели в авиационной катастрофе, показав себя талантливым организатором. Благодаря усилиям Шпеера военная промышленность Германии наращивала объём производства вплоть до осени 1944 года.
Как считал Шпеер, в техническом отношении Германия потерпела поражение 12 мая 1944 года, когда вследствие массированных бомбардировок противника было уничтожено 90 % заводов, производящих синтетическое горючее.

## Тыловое обеспечение
Планируя войну, германское командование не уделило должного внимания выполнению международных соглашений в отношении военнопленных и перемещённых лиц. Кроме того, количество попавших в плен, в особенности на Восточном фронте, превзошло все ожидания. В условиях общей блокады Германии и возникшей вследствие этой острой нехватки продовольствия обеспечение пленных питанием, медицинской помощью и жильём стало неразрешимой проблемой. Идеологические установки, исходящие из официальной концепции о необходимости уничтожения «неполноценного» населения, позволяли оставить эту проблему нерешённой. Обращение с восточноевропейскими, прежде всего советскими, военнопленными не отвечало нормам международного права, что повлекло за собой высокую смертность в их среде.
По мере того как становилась ясной необходимость дополнительной мобилизации мужчин для пополнения потерь вермахта на фронтах, германская администрация была вынуждена использовать принудительный труд военнопленных на промышленных предприятиях, в строительстве и сельском хозяйстве.
Система управления государством в Германии была крайне сложной и запутанной. Многочисленные политические, гражданские и военные ведомства во многих случаях дублировали друг друга. Нередко принятие важных совместных решений требовало личного вмешательства Гитлера.

## Участие в войнах
Вермахт участвовал в следующих операциях
- аннексия Рейнской демилитаризованной зоны (7 марта 1936)
- гражданская война в Испании (июль 1936 — апрель 1939)
- аннексия Австрии (12—13 марта 1938)
- оккупация Судетской области (1—10 октября 1938)
- оккупация Праги и оставшейся части бывшей Чехословакии (13 марта 1939)
- вторжение в Польшу (1 сентября — 6 октября 1939)
- вторжение в Данию и Норвегию (9 апреля — 8 июня 1940)
- вторжение в страны Бенилюкса и Францию (10 мая — 22 июня 1940)
- операции против Великобритании (9 июля — 30 октября 1940)
- агрессия против Югославии и Греции (6 — 30 апреля 1941)
- агрессия против СССР (22 июня 1941 — 9 мая 1945)
- африканский театр военных действий (1941—1943)
- итальянский театр военных действий (1943—1945)
- западноевропейский театр военных действий (1939—1940) (1944—1945)

### Разведка
В наибольшей степени оппозиционные настроения против нацизма проявились в разведывательном ведомстве (нем. Auslandsnachrichten und Abwehr), возглавляемом адмиралом Канарисом. Ещё накануне войны его начальник штаба полковник Остер предупреждал правительство Голландии о готовящемся нападении. Однако ввиду неоднократного изменения срока вторжения (29 раз) его последнее предупреждение было оставлено без внимания.
Разведке, в особенности стратегической, Гитлер уделял слишком мало внимания. В своё время Гудериан, составляя для Гитлера справку о танковом потенциале СССР, из цензурных соображений занизил данные о количестве советских танков с 17’000, которые были ему известны, до 10’000, но Гитлер и этому отказался верить.
Впоследствии Гитлер сетовал Гудериану:

Если бы я знал, что у русских действительно имеется такое количество танков, которое приводится в Вашей книге, я бы, пожалуй, не начал бы эту войну.

### Идеология и стратегическое планирование
Основанная на идеологии национал-социализма пропаганда была распространена в Германии не только на общедоступные средства массовой информации, но и на информацию, которая распространялась по закрытым каналам и, тем самым, пагубно влияла на адекватную оценку обстановки при решении проблем государственной значимости. Варианты развития событий, не укладывающиеся в обусловленную идеологическими рамками схему, просто отбрасывались.
Так, пренебрежительное отношение Гитлера к возможности вступления США в войну в немалой степени объясняло его оптимизм, основанный на убеждённости, что американский Сенат никогда не проголосует за участие в Европейской войне как по причине своих демократических убеждений и пацифизма, так и вследствие традиционной приверженности политике изоляционизма (Доктрина Монро). Это нашло своё выражение в его ответе от 14 апреля 1939 года на обращение Рузвельта.
Ошибочным было предположение Гитлера о том, что население не будет поддерживать большевистский режим и Советское государство и что этот «колосс на глиняных ногах» развалится при первом же ударе. Хотя в первые месяцы войны, когда немецкие войска шли по недавно «освобождённым» территориям, наблюдались эпизоды, когда население приветствовало оккупантов.
Представление о неполноценности славянской расы, на котором во многом базировалась политика Третьего рейха, в равной степени стало роковым для Гитлера и Германии.

Гитлер ухитрился объединить всех русских под сталинским знаменем.
— Г. Гудериан
На оккупированной территории стихийно, но в большинстве случаев под руководством из Москвы, создавались вооружённые отряды из местного населения и военнослужащих РККА, по разным причинам оказавшихся во вражеском тылу. В советской пропаганде за ними укрепилось название «народные мстители». К 1943 году их диверсионная деятельность стала настолько эффективной, что немецкое командование было вынуждено снимать с фронта войсковые подразделения для проведения широкомасштабных войсковых операций против них. Так, перед началом операции «Цитадель» ОКВ сообщило об уничтожении в своём тылу 207 укреплённых партизанских лагерей.
Но основным результатом партизанской войны стало то, что узловые центры коммуникаций оказались забитыми тыловыми службами, опасавшимися оставаться вне крупных населённых пунктов. Это существенно снизило мобильность войсковых соединений, которая имела большое значение в достижении военного успеха, из-за транспортных пробок на дорогах и невозможности в сезон распутицы организовывать передвижения вне имеющейся недостаточной сети дорог с твёрдым покрытием.

Если бы за годы советской власти в России была бы создана примерно такая же дорожная сеть, какой располагают Западные державы, то эта страна, возможно, была бы быстро завоёвана.
— Б.Г. Лиддел Гарт

### Операции на море
Во Вторую мировую войну флот Германии вступил, имея в своём составе 2 линкора, 3 броненосца, один тяжёлый крейсер, 5 лёгких крейсеров, 21 эскадренный миноносец, 57 подводных лодок и 12 торпедных катеров.

### Действия в воздухе
К 1939 году немецкие военно-воздушные силы имели: 4093 боевых самолёта, в числе которых было 1542 бомбардировщика, 771 истребитель и 408 истребителей-бомбардировщиков.

### Операции на Западноевропейском театре военных действий
Начав войну, Гитлер сразу же нарушил заповедь Бисмарка, считавшего гибельными для Германии войны на два и более фронтов, так как центральное положение Германии на Европейском континенте делало её военное положение в случае затяжной войны безнадёжным, как это показал опыт Первой мировой войны. Единственным возможным вариантом была короткая молниеносная и победоносная война — «блицкриг», которую можно было бы закончить на выгодных условиях. В принципе, это понимал и Гитлер, однако, находясь в плену своих притязаний на мировое господство, он терял способность адекватно оценивать реальную ситуацию и свои возможности.

### Вторжение в СССР
Специфика принятого советским командованием метода войны во многом стала неожиданной для немецкого командования. Уже с первых дней войны на Востоке стало ясно, что «это будет совсем другая война» и, как выразился будущий фельдмаршал Клюге: «боец Красной Армии показал себя сразу прекрасным воином и, без сомнения, в будущем он станет первоклассным солдатом». Генерал Меллентин, анализируя тактику советской армии, приходит к выводу, который сделали для себя и многие другие военачальники вермахта, учёт которого во многом повлиял на ответную тактику вермахта в кампании на Востоке:

Коллективная фотография военнослужащих вермахта. На школьной доске написано мелом: «Русский должен умереть, чтобы мы жили» (Der Russe muß sterben, damit wir leben). Брянская область, 2 октября 1941

…Никогда нельзя заранее сказать, что предпримет русский: как правило, он шарахается из одной крайности в другую… всё это объясняется тем, что он не мыслит самостоятельно и не контролирует своих действий, а поступает в зависимости от своего настроения. Его индивидуальность не прочна и он легко растворяется в массе. В толпе он полон ненависти и необычайно жесток. Один — бывает дружески настроен и великодушен…

Другое дело терпеливость и выносливость. Благодаря природной силе этих качеств русские стоят во многих отношениях выше более сознательного солдата Запада, который может компенсировать свои недостатки лишь более высоким уровнем умственного и духовного развития…

Стоицизм большинства русских солдат и их замедленная реакция делает их почти нечувствительными к потерям. Русский солдат дорожит своей жизнью не больше, чем жизнью своих товарищей…

Что касается русских военачальников, то они почти в любой обстановке и в любом случае неуклонно придерживаются приказов или принятых ранее решений, не считаются с изменениями в обстановке, ответными действиями противника и потерями своих войск… Они имеют в своём распоряжении почти неисчерпаемые резервы живой силы для восполнения потерь…

В подготовке операций следует обязательно учитывать реакцию, или, вернее, отсутствие реакции русских войск и командования… гораздо полезнее переоценивать упорство русских и никогда нельзя рассчитывать на то, что они не выдержат…

За пару лет войны пришлось отказаться от мнения об интеллектуальной ущербности русских. Так, Меллентин отмечает необычайно быстрый прогресс командования и солдат Красной армии в овладении военным искусством:

Русские быстро научились использовать новые виды оружия и, как ни странно, показали себя способными вести боевые действия с применением сложной военной техники… Они достигли серьёзных успехов, особенно в войсках связи. Чем дольше затягивалась война, тем с большим искусством использовали они радиоперехват, создание помех и передачу ложных сообщений.

### Стратегия и тактика

#### В наступлении
С самого начала боевых действий германские военачальники применили тактику быстрого удара собранными в единый кулак соединениями танков, пехоты и артиллерии, действующими в тесном взаимодействии с фронтовой авиацией. Эта тактика, в разработку которой внесли большой вклад Манштейн и Гудериан, представляла собой революционный шаг в военном искусстве. Её использование позволяло быстро и неожиданно для противника в двух направлениях вклиниться в его оборону, затем сомкнуть клещи и в образовавшемся котле дать возможность наступающим следом частям довершить уничтожение оставшегося почти без снабжения противника. Такой приём был крайне рискованным, поскольку при быстрой реакции противника незащищённость флангов наступающих могла бы привести к их сокрушительному разгрому. Поэтому авторы идеи «бронированного кулака» в её осуществлении неуклонно придерживались принципа «Безопасность танковых соединений определяется скоростью их передвижения».

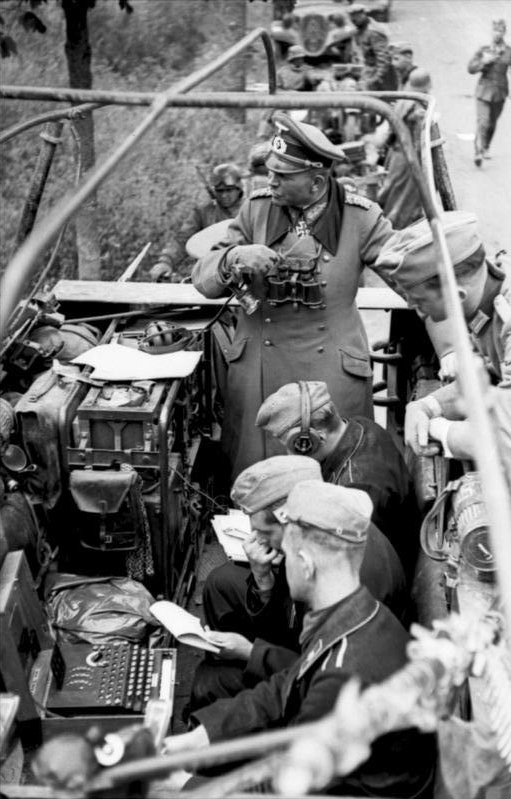
Гудериан в штабном БТР 251/3. Перед ним — радист и шифровальщики с шифровальной машиной Энигма

Успешность ведения боевых действий германской армии была основана на хорошо отработанном взаимодействии между родами войск при решении тактических задач, для решения которых было достаточно компетенции их руководителей. Тактика молниеносной войны («блицкрига») требовала чёткой дисциплины и исполнительности от всех командиров и солдат, точной работы штабов и согласованных действий всех принимающих участие в наступлении родов войск. Для этого требовалось иметь идеально работающую систему оперативной связи, поэтому в немецкой армии была широко распространена достаточно надёжная радиосвязь. Тем не менее немцы пользовались и посыльными, которые доставляли документы на мотоциклах и даже на велосипедах.
В тактическом отношении германские войска превосходили своих противников, и в том случае, если подразделения сохраняли в основном свой личный состав, технику, вооружение и не имели недостатка в боезапасе, они успешно вели боевые действия даже при соотношении сил 1 : 5. По мере приближения к концу войны на Восточном фронте их качественное превосходство снижалось, но всё равно в тактическом отношении, по мнению германских военачальников, Советская армия всегда уступала.
Сильной стороной германского армейского командования была традиция, согласно которой генералитет и старшие офицеры стремились находиться в войсках, непосредственно принимающих участие в боевых операциях. Это позволяло им лично составлять представление о происходящем, принимать адекватные обстановке решения и следить за исполнением своих распоряжений. Кроме того, это благоприятно сказывалось на моральном состоянии войск, которые постоянно чувствовали, что командующие с ними и в курсе их положения. Существующие технические средства связи, главным образом радио, устанавливаемые в штабной технике, позволяли начальникам постоянно контролировать ситуацию. Кроме того, в их распоряжение предоставлялся легкомоторный многоцелевой самолёт-разведчик («Шторьх»).

#### В обороне
Немецкие войска неоднократно проявляли чрезвычайную стойкость в обороне (котлы в Демянске, Сталинграде), сражаясь до полного истощения как физического, так и материального. Пользуясь слабостью советской авиации и ПВО и недостатками в планировании их применения в первый период войны, им удалось обеспечить снабжение по воздуху окружённой Демянской группировки вплоть до её деблокирования. Снятие блокады произведено было извне под командованием генерал-лейтенанта Вальтера фон Зейдлиц-Курцбаха и одновременным ударом изнутри котла силами окружённой там дивизии Ваффен СС «Мёртвая голова».
Перенос полученного опыта на борьбу в Сталинграде привёл к катастрофе, связанной с упорным нежеланием Гитлера разрешить уход из города находящейся в нём 6-й армии Паулюса.
Окружённые в «Курляндском котле» части получили приказ от командования о прекращении военных действий 10 мая 1945, но даже в таких условиях, уже после полной капитуляции Германии, они продолжали бои до 15 мая, став одними из последних, кто вёл войну на Европейском континенте.

#### В отступлении
Когда Мольтке услышал направленные в его адрес слова похвалы, сравнивавшие его с Наполеоном I, Фридрихом Великим или Анри Тюренном, он ответил: «Ничего подобного, ибо я никогда не руководил отступлением». В плане практического использования умения отступать действовала хорошо отработанная немцами тактика «эластичной обороны», позволяющая путём сокращения в отступлении периметра фронта компенсировать всё возрастающие потери в личном составе и технике.
Эта тактика встречала ожесточённое сопротивление Гитлера, что вело к резкому ухудшению положения войск на фронте и приближало поражение. Мастером проведения операций по отступлению был Манштейн, сумевший после катастрофы под Сталинградом вывести из почти неизбежного окружения более миллиона солдат; неудача могла бы привести к окончанию войны в том же году.
Значительно сложнее было наладить это взаимодействие при переходе к проблемам, имеющим стратегическое значение. С началом войны в Германии стал распространяться управленческий хаос, вызванный бюрократизацией государственного аппарата, усиливавшейся по мере захвата новых территорий и необходимости организации управления ими в условиях постоянно усложняющейся военной обстановки. В конечном итоге Германия вступила в военное противоборство с тремя мощнейшими экономическими державами мира (Великобритания, США, СССР), обладавшими не только огромными территориями, учитывая как метрополии, так и колониальные владения, протектораты и доминионы, но и значительным экономическим потенциалом, людскими и сырьевыми ресурсами, которые имелись на этих территориях. Главная ставка на возможную победу над противником делалась Германией именно на победоносный блицкриг, затяжная война на истощение становилась большой проблемой для немецкой экономики, несмотря на то что темпы экономических мощностей и производство всех видов вооружения к концу войны постоянно только возрастали (их пик пришёлся на 1944 год), и несмотря на самые передовые научные достижения и самые совершенные типы вооружения, начиная со стрелкового оружия, танков, военно-морских технологий (особенно в подводном флоте), авиации (в том числе и реактивной) и заканчивая революционным военным ракетостроением, которое вот-вот могло объединить свои достижения с разработками в немецком атомном проекте.

## Капитуляция
7 мая 1945 года генерал-полковник Йодль, начальник Штаба Верховного главнокомандования Германии, подписал от лица главы государства — адмирала Дёница в Реймсе в штабе главнокомандующего вооружёнными силами союзников Дуайта Эйзенхауэра в 2 часа 41 минуту акт о безоговорочной капитуляции Германии. В соответствии с ним с 23:01 8 мая военные действия на территории всей Европы должны быть прекращены.
Однако по настоянию Сталина эта процедура была повторена в ночь с 8 на 9 мая 1945 года генерал-фельдмаршалом Кейтелем, генерал-адмиралом фон Фридебургом и генерал-полковником Штумпфом. Три этих высших офицера подписали акт о безоговорочной капитуляции от имени Верховного командования вооружённых сил Германии.
День 9 мая был назван днём официального прекращения огня. Последние воинские формирования вермахта, все ещё продолжающие сопротивление, были разоружены или сложили оружие к сентябрю 1945 года. Вермахт распущен законом Контрольного совета союзников № 34 от 20 августа 1946 года. После войны и разделения Германии на две части были созданы вооружённые силы двух стран, называвшиеся соответственно «Национальная народная армия» (ГДР) и «Федеральные силы обороны» (бундесвер — ФРГ).

## Потери
23 февраля 1943 года И. В. Сталин говорил о 4 миллионах убитых немецких солдат и офицеров.
По советским данным, на 26 июня 1944 года потери вермахта составили 7,8 миллиона убитыми и пленными. Так как число немецких военнопленных тогда составляло не менее 700 000 человек, то немецкие потери убитыми составляли, по советским данным, 7,1 миллиона человек. Потери среди граждан Советского Союза, воевавших в вермахте, составили около 215 000 человек. Таким образом, можно предположить, что по советским данным, за всю войну могло погибнуть около 8 миллионов солдат вермахта.
По официальным немецким данным (из доклада Генерального Штаба вермахта Гитлеру от февраля 1945 года) приведены следующие данные
| Потери вооружённых сил нацистской Германии (солдат и офицеров) по ТВД по 31.01.1945 включительно     |                                          |                                             |                                       |                                               |
| Фронты (ТВД)                                                                                         | Убитые                                   | Раненые                                     | Пропавшие без вести                   | ВСЕГО                                         |
| СУХОПУТНЫЕ СИЛЫ                                                                                      |                                          |                                             |                                       |                                               |
| Восточный фронт                                                                                      | 1 105 987 (41 594)                       | 3 498 059 (89 655)                          | 1 018 365                             | 5 622 411 (147 821)                           |
| Балканы                                                                                              | 19 235 (741)                             | 55 069 (1500)                               | 14 805 (224)                          | 89 109 (2465)                                 |
| Западный фронт — до высадки англо-американских сил — после высадки англо-американских сил — Норвегия | 40 721 (2103) 66 321 (2439) 16 639 (530) | 118 272 (3566) 221 584 (6052) 60 451 (1435) | 2 263 (134) 411 978 (5041) 7157 (144) | 161 256 (5803) 699 883 (13 892) 84 247 (2109) |
| Умершие от ран                                                                                       | 295 659 (10 141)                         | -                                           | -                                     | 295 659 (10 141)                              |
| Смерти от травм, болезней, самоубийств                                                               | 160 237 (8580)                           | -                                           | -                                     | 160 237 (8580)                                |
| Невыясненные обстоятельства                                                                          | 17 051 (811)                             | -                                           | 687 (17)                              | 17 738 (828)                                  |
| Запасные части                                                                                       | 10 467 (396)                             | 42 174 (941)                                | 1337 (18)                             | 53 978 (1328)                                 |
| Африка и Италия                                                                                      | 50 481 (2053)                            | 163 602 (4464)                              | 194 250 (4758)                        | 408 333 (11 275)                              |
| ВСЕГО                                                                                                | 1 782 708 (69 361)                       | 4 159 211 (107 613)                         | 1 650 842 (27 268)                    | 7 592 851 (204 242)                           |
| ЛЮФТВАФФЕ                                                                                            |                                          |                                             |                                       |                                               |
| Западный фронт и Германия                                                                            | 34 147 (3010)                            | 46 157 (2371)                               | 52 610 (2961)                         | 132 914 (8342)                                |
| Запад после высадки союзников                                                                        | 11 066 (556)                             | 25 673 (744)                                | 41 217 (1339)                         | 77 965 (2639)                                 |
| Африка, Средиземное море, Италия и т. д.                                                             | 22 625 (1270)                            | 42 613 (1521)                               | 54 325 (2292)                         | 119 563 (5083)                                |
| Восточный фронт                                                                                      | 52 932 (2499)                            | 116 818 (4318)                              | 49 210 (2569)                         | 218 960 (9386)                                |
| Потери в учебных частях                                                                              | 28 892 (2630)                            | 10 991 (1157)                               | -                                     | 39 883 (3787)                                 |
| Смерти от травм, болезней, самоубийств                                                               | 19 976 (1201)                            | -                                           | -                                     | 19 976 (1201)                                 |
| ВСЕГО ПО ВВС                                                                                         | 158 572 (10 610)                         | 216 579 (9367)                              | 156 145 (9165)                        | 531 296 (29 142)                              |
| Из них: — лётного состава — парашютисты                                                              | 43 517 (6527) 21 309 (732)               | 27 811 (4194) 56 388 (1206)                 | 27 240 (4361) 43 896 (889)            | 98 568 (15 082) 121 593 (2827)                |
| КРИГСМАРИНЕ                                                                                          |                                          |                                             |                                       |                                               |
| Атлантика                                                                                            | 39 256 (2215)                            | 15 854 (382)                                | 92 509 (1896)                         | 147 619 (4939)                                |
| Средиземное море                                                                                     | 5836 (186)                               | 6691 (125)                                  | 3840 (107)                            | 16 367 (418)                                  |
| Восток                                                                                               | 3812 (173)                               | 2714 (47)                                   | 3907 (171)                            | 10 433 (391)                                  |
| Смерти от травм, болезней, самоубийств                                                               | 11 125 (862)                             | -                                           | -                                     | 11 125 (862)                                  |
| ВСЕГО ПО ВМФ                                                                                         | 60 029 (3336)                            | 25 259 (554)                                | 100 256 (2174)                        | 185 544 (6064)                                |
| ВСЕГО ПО ВС                                                                                          | 2 001 399 (83 307)                       | 4 401 049 (117 534)                         | 1 907 243 (37 264)                    | 8 309 691 (238 105)                           |

| Безвозвратные потери вермахта с сентября 1939 года по ноябрь 1944 года. |        |           |        |           |        |           |        |           |         |           |         |           |
| Год                                                                     | 1939   | 1939      | 1940   | 1940      | 1941   | 1941      | 1942   | 1942      | 1943    | 1943      | 1944    | 1944      |
| потери                                                                  | Убитые | Пропавшие | Убитые | Пропавшие | Убитые | Пропавшие | Убитые | Пропавшие | Убитые  | Пропавшие | Убитые  | Пропавшие |
| январь                                                                  | -      | -         | 800    | -         | 1400   | 100       | 44400  | 10100     | 37000   | 127600    | 44500   | 22000     |
| февраль                                                                 | -      | -         | 700    | 100       | 1300   | 100       | 44500  | 4100      | 42000   | 15500     | 41200   | 19500     |
| март                                                                    | -      | -         | 1100   | -         | 1600   | 100       | 44900  | 3600      | 38100   | 5200      | 44600   | 27600     |
| апрель                                                                  | -      | -         | 2600   | 400       | 3600   | 600       | 25600  | 1500      | 15300   | 3500      | 34000   | 13000     |
| май                                                                     | -      | -         | 21600  | 900       | 2800   | 500       | 29600  | 3600      | 16200   | 74500     | 24400   | 22000     |
| июнь                                                                    | -      | -         | 26600  | 100       | 22000  | 900       | 31500  | 2100      | 13400   | 1300      | 26000   | 32000     |
| июль                                                                    | -      | -         | 2200   | -         | 51000  | 3200      | 36000  | 3700      | 57800   | 18300     | 59000   | 310000    |
| август                                                                  | -      | -         | 1800   | -         | 52800  | 3500      | 54100  | 7300      | 58000   | 26400     | 64000   | 407600    |
| сентябрь                                                                | 16400  | 400       | 1600   | 100       | 45300  | 2100      | 44300  | 3400      | 48800   | 21900     | 42400   | 67200     |
| октябрь                                                                 | 1800   | -         | 1300   | 100       | 42400  | 1900      | 25500  | 2600      | 47000   | 16800     | 46000   | 79200     |
| ноябрь                                                                  | 1000   | -         | 1200   | 100       | 28200  | 4300      | 24900  | 12100     | 40200   | 17900     | 31900   | 69500     |
| декабрь                                                                 | 900    | -         | 1200   | -         | 39000  | 10500     | 38000  | 40500     | 35300   | 14700     | -       | -         |
| Всего за год                                                            | 20100  | 400       | 62700  | 1800      | 291400 | 27800     | 443300 | 94600     | 449100  | 343600    | 458000  | 1069600   |
| Доля в потерях (в %)                                                    | 1,17   | 0,03      | 3,64   | 0,12      | 16,90  | 1,81      | 25,70  | 6,15      | 26,04   | 22,34     | 26,56   | 69,55     |
| Всего                                                                   | 20100  | 400       | 82800  | 2200      | 374200 | 30000     | 817500 | 124600    | 1266600 | 468200    | 1724600 | 1537800   |

Примечания: Цифры потерь включают в себя: Ваффен СС, австрийцев и призывников из числа этнических немцев. Цифры пропавших включают в себя военнопленных, удерживаемые союзниками СССР по антигитлеровской коалиции.
| Военные потери Германии              | Всего мёртвых | Общий призыв |
| Сухопутная армия                     | 4202000       | 13600000     |
| ВВС (включая пехотные подразделения) | 433000        | 2500000      |
| Военно-морской флот                  | 138000        | 1200000      |
| Ваффен СС                            | 314000        | 900000       |
| Поддержка войск                      | 53000         | -            |
| Всего вермахт                        | 5140000       | 18200000     |
| Фольксштурм                          | 78000         | -            |
| Полиция                              | 63000         | -            |
| Другие организации                   | 37000         | -            |
| Всего                                | 5318000       | -            |

### Пленные

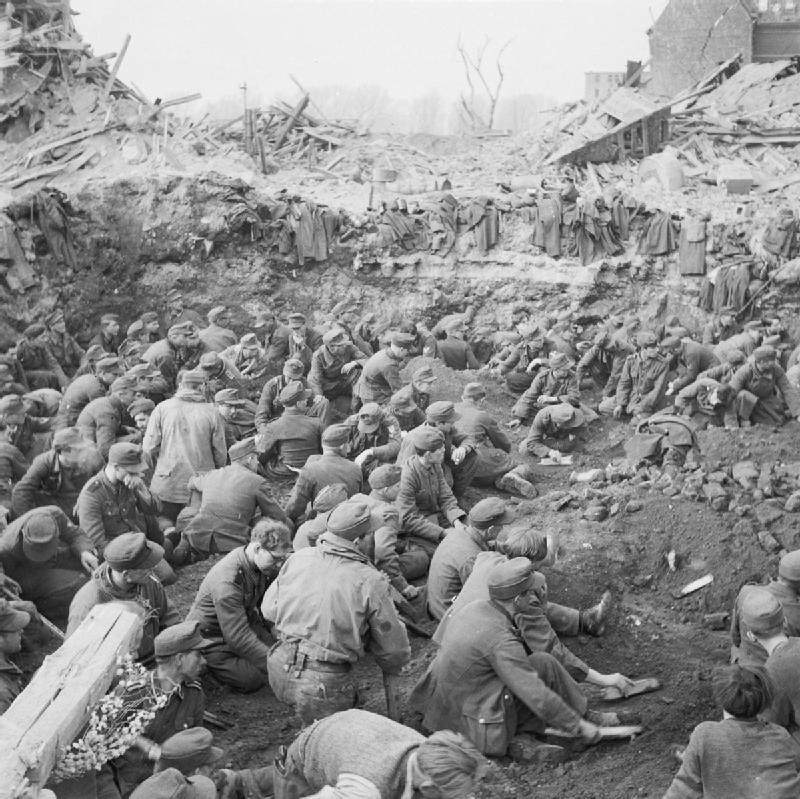
Германские военнопленные

По данным федерального статистического управления в Висбадене (нем. Statistsches Bundesamt, Wiesbaden), в 1945 году в плену и лагерях находилось от 6 до 7 млн военнослужащих, из них от 4 до 5 млн — за пределами Германии, прежде всего в СССР, а также во Франции и Англии.
Наиболее тяжёлым было положение немецких военнопленных в СССР, где естественное недоброжелательное отношение усугублялось тяжёлым экономическим состоянием государства, в котором все важнейшие для поддержания жизни продукты жёстко нормировались. Количество немецких военнопленных в СССР оценивается в 3,3 млн человек, из них 2,2 млн вернулись домой, а более 1 млн погибли в плену или считаются пропавшими без вести. Из почти 100 тыс. солдат 6-й немецкой армии, сдавшихся в плен под Сталинградом зимой 1943 года, к 1955 году домой вернулись лишь около 6 тыс. человек. Крайне тяжело на снабжении сказалась засуха 1946 года в СССР, во многом по причине которой в зиму 1946/1947 года погибло значительное количество военнопленных. В это же самое время западные союзники СССР по антигитлеровской коалиции прекратили поставки продовольствия.
Судьбы немецких военнопленных были предметом озабоченности в послевоенной Германии. К 1950 году Советское правительство официально заявило, что они репатриировали всех немецких военнопленных, за исключением небольшого числа осуждённых военных преступников. Во время «холодной войны» в Западной Германии утверждалось, что миллион немецких военнопленных тайно удерживался СССР. Правительство Западной Германии создало комиссию Машке для расследования судьбы немецкого военнопленного на войне. В своём докладе 1974 года Комиссия Машке установила, что около 1,2 млн немецких военнослужащих, числящихся пропавшими без вести, скорее всего погибли как военнопленные, в том числе 1,1 млн в СССР. Основываясь на своих исследованиях, Рюдигер Оверманс считает, что смерть 459 тыс. военнопленных может быть подтверждена официально (в том числе 363 тыс. в СССР). По оценкам Оверманса, фактическая смертность немецких военнопленных составляет около 1,1 млн человек (в том числе 1 млн в СССР). Он утверждает, что среди пропавших без вести были люди, которые фактически умерли в качестве заключённых. Официальные данные советских архивов, опубликованные Г. Ф. Кривошеевым, подтверждают смерть 450 600 немецких военнопленных в СССР, в том числе 356 700 в лагерях НКВД и 93,9 тыс. при конвоировании.
Согласно данным западных союзников СССР по антигитлеровской коалиции, 2 055 575 немецких солдат сдались на Западном фронте между днём высадки в Нормандии и 16 апреля 1945 года, в том числе 1 300 000 немецких солдат сдались до 31 марта 1945 года. С начала марта 1945 года массовые сдачи в плен немецких солдат на Западном фронте серьёзно ослабили вермахт и приблизили капитуляцию Германии. 27 марта Эйзенхауэр заявил на пресс-конференции, что немецкая армия теперь потеряла организацию и управление. Западные союзники также взяли в плен 134 тыс. немецких солдат в Северной Африке и по меньшей мере 220 тыс. к концу апреля 1945 года в Итальянской кампании. Общее число немецких военнопленных, пленённых западными союзниками к 30 апреля 1945 года на всех театрах военных действий, составило более 3 150 000 человек и возросло до 7 614 790 после капитуляции Германии. Западные союзники захватили в плен 2,8 млн немецких солдат до 30 апреля 1945 года, ещё в то время как Гитлер был жив и сопротивление вермахта было достаточно упорным, особенно на Восточном фронте. Потери западных союзников при этом были относительно лёгкими: примерно 210 000 убитых и 78 680 взятых в плен.
| Количество захваченных немецких военнопленных и умерших в плену. |                                 |                    |
| Армия, захватившая военнопленных                                 | Число захваченных военнопленных | Умерло в плену     |
| Великобритания                                                   | 3 600 000                       | 2 000              |
| США                                                              | 3 000 000                       | 5 000-10 000       |
| СССР                                                             | 3 000 000                       | максимум 1 000 000 |
| Франция                                                          | 1 000 000                       | Более 22 000       |
| Югославия                                                        | 200 000                         | 80 000             |
| Польша                                                           | 70 000                          | 10 000             |
| Бельгия                                                          | 60 000                          | 500                |
| Чехословакия                                                     | 25 000                          | 2 000              |
| Нидерланды                                                       | 7 000                           | 200                |
| Люксембург                                                       | 5 000                           | 15                 |
| Всего                                                            | 11 000 000                      | максимум 1 200 000 |

| Количество удерживаемых в плену немецких военнопленных |                   |                     |                                  |
|                                                        | Западные союзники | СССР и его союзники | Всего удерживаемых военнопленных |
| Четвёртый квартал 1941 года                            | +6 600            | 26 000              | 32 600                           |
| Четвёртый квартал 1942 года                            | 22 300            | 100 000             | 122 300                          |
| Четвёртый квартал 1943 года                            | 200 000           | 155 000             | 355 000                          |
| Четвёртый квартал 1944 года                            | 720 000           | 563 000             | 1 283 000                        |
| 1-й квартал 1945 года                                  | 920 000           | 1 103 000           | 2 023 000                        |
| Второй квартал 1945 года                               | 5 440 000         | 2 130 000           | 7 570 000                        |
| 3-й квартал 1945 года                                  | 6 672 000         | 2 163 000           | 8 835 000                        |

### Пропавшие без вести
Со времени окончания войны, 1 млн 738 тыс. военнослужащих вермахта числились пропавшими без вести, из них на Западном фронте и на других театрах военных действий только несколько тысяч, то есть, менее 0,5 %, судьба которых была установлена практически вскоре после окончания войны. Свыше 99,5 % пропавших без вести приходилось на Восточный, советско-германский фронт. Поиском пропавших без вести занималась централизованно неправительственная организация со штаб-квартирой в Мюнхене (ФРГ), взаимодействуя с аналогичной службой в структуре Международного Красного Креста и с советским правительством (с конца 1960-х). С тех пор, за двадцать семь лет (до 1972 года) поисковикам удалось установить дальнейшую судьбу и местонахождение только 758 тыс. из них (установить погибших, пленённых, выехавших за рубеж и др.), судьба 980 тыс. продолжала оставаться неизвестной, — большая часть из них по всей вероятности погибла при неустановленных обстоятельствах, поскольку согласно официальной немецкой статистике последний немецкий военнопленный покинул места заключения в СССР в 1955 году.

## Лагеря советских военнопленных
За время войны в немецкий плен попало 5,7 млн советских солдат и офицеров. Из них 3,3 млн погибли в основном от голода и болезней.
Согласно плану «Барбаросса», война должна была стать скоротечной, а пленные вскоре должны были быть распущены за исключением тех, кто был бы направлен на работы. Вопросами военнопленных в вермахте занималась служба главного квартирмейстера, должность которого занимал Эдуард Вагнер.
В солдатскую книжку каждого солдата были внесены «Десять заповедей по ведению войны немецкими солдатами». На первом месте стояла запись: «Немецкий солдат сражается за победу своего народа, как рыцарь. Жестокость и ненужные разрушения позорят его».
30 марта 1941 года в своём выступлении пред избранным собранием офицеров Гитлер заявил, что коммунист никогда не был и не будет камрадом в принятом тогда в армии смысле слова.
Однако уже в первые недели войны с СССР стало ясно, что война будет развиваться по другому сценарию. Хотя число советских военнопленных намного превысило ожидаемое количество.
21 октября 1941 года было принято решение о снижении дневного рациона для советских военнопленных до 1 500 килокалорий (ккал).
В ответ на докладную записку адмирала Канариса, требовавшего существенного улучшения обращения с советскими военнопленными, Кейтель ответил: «Подобные решения уместны в случае войны, ведущейся рыцарскими методами. Сейчас же идёт война за уничтожение целого мировоззрения, и потому я не считаю нужным удовлетворить ваше требование».
Но скоро немецкому командованию стало ясно, что война затягивается и требует пополнения убыли в действующей армии за счёт гражданского населения и рабочих ранее занятых в промышленности.
31 октября 1941 года Кейтель издал распоряжение о всемерном использовании советских военнопленных в оборонной промышленности «ввиду нехватки рабочей силы, создающей опасные затруднения для военной промышленности»
24 декабря 1941 года Гитлер отдал приказ об улучшении обращения с советскими военнопленными для того, чтобы обеспечить рабочей силой по возможности, как можно большую территорию нацистской Германии.
20 января 1943 года инспектор концентрационных лагерей группенфюрер СС Глюкс (Glücks), посетив один из лагерей, требует принять любые меры, чтобы снизить смертность. На 31 мая 1943 года численность иностранной рабочей силы (включая военнопленных) достигала 12,1 млн человек.

## Военные преступления и их судебное преследование
Нападение на восемь государств без объявления войны противоречило международному праву, также как применяемые методы ведения войны и контроля на захваченных территориях, включающие расстрелы заложников, акты возмездия и карательные операции в отношении гражданского населения.
На основании «Директивы о сотрудничестве армии с айнзатцгруппами СС» вермахт принимал участие прямо и косвенно в убийствах евреев.
На Нюрнбергском процессе международный трибунал признал преступными такие организации, как СС, СД, гестапо и руководящий состав нацистской партии, но ни Генеральный штаб, ни Верховное командование вермахта (OKW) в целом преступными организациями признаны не были. Вермахт с самого начала процесса не был включён в список обвиняемых и к преступным организациям причислен не был. Позже это легло в основу так называемого мифа о «чистом вермахте».
Однако после главного процесса были проведены отдельные последующие Нюрнбергские процессы над армейским командованием, а именно: процесс над генералами Юго-Восточного фронта (англ. Case VII Generals on southeastern front), над командованием спецподразделений («зондеркоманд»; англ. Case IX Task forces) и Верховным командованием вермахта (англ. Case XII Wermacht High Command)
Кроме того, значительное число немецких военнопленных долгое время содержалось в концентрационных лагерях на территории Советского Союза. Последние 40 тыс. пленных были репатриированы в 1955 году, после того как федеральный канцлер Аденауэр добился их освобождения в ходе переговоров с Хрущёвым.

## Похоронное дело и память о павших

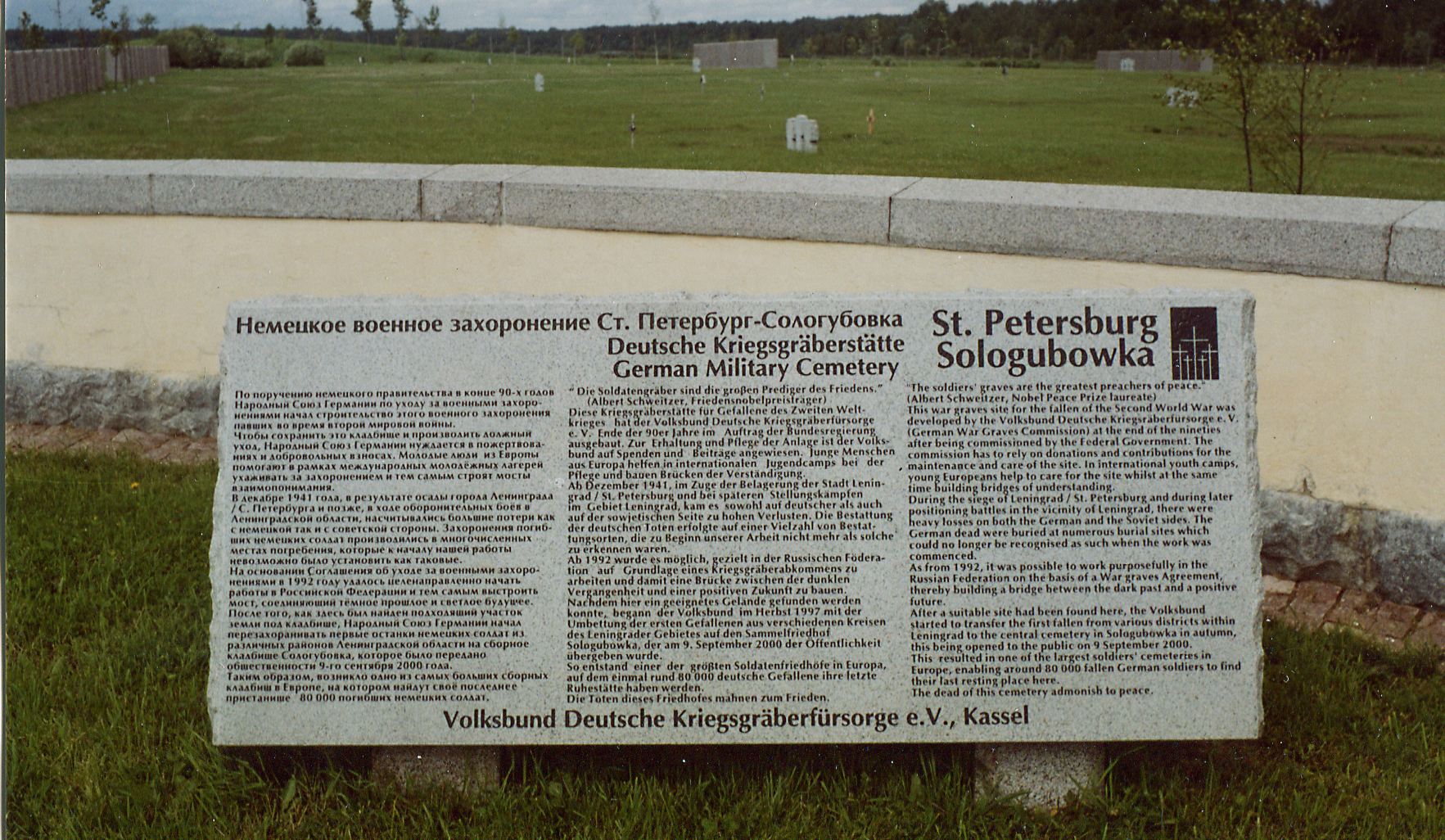
Памятная доска на военном кладбище в Сологубовке-Лезье

16 декабря 1919 года был организован Народный союз Германии по уходу за военными захоронениями, как общественная организация. После 1933 года руководящий орган Народного Союза не избежал влияния национал-социалистической идеологии. Во время Второй мировой войны деятельность Союза носила ограниченный характер — тогда организацию работ по закладке солдатских кладбищ переняла на себя похоронная служба вермахта.
В 1946 году Народный союз возобновил свою гуманитарную деятельность. За короткие сроки удалось благоустроить в Германии более 400 военных кладбищ. В 1954 году правительство Федеративной Республики Германии возложило на Народный союз обязанность производить поиск немецких военных захоронений за рубежом и принимать меры по уходу за ними и сохранению.
После политических перемен в Восточной Европе Народному союзу удалось возобновить свою работу также и в государствах бывшего Восточного блока, где во время Второй мировой войны погибло около 3 млн немецких военнослужащих, что примерно вдвое больше, чем покоящихся на Западе.
На территории бывшего СССР многие из более чем 100 тыс. немецких военных захоронений были подвержены вандализму: разрушены, застроены или разграблены.
За последние годы удалось восстановить и заложить более 150 кладбищ Второй мировой войны и более 150 захоронений Первой мировой войны в странах Восточной, Средней и Юго-Восточной Европы. К этому числу относится 21 центральное сборное кладбище. На начало XXI века около 50 кладбищ находились в процессе строительства, порядка 152 тыс. погибших во время войны были перезахоронены.